# 야세노바츠 강제 수용소

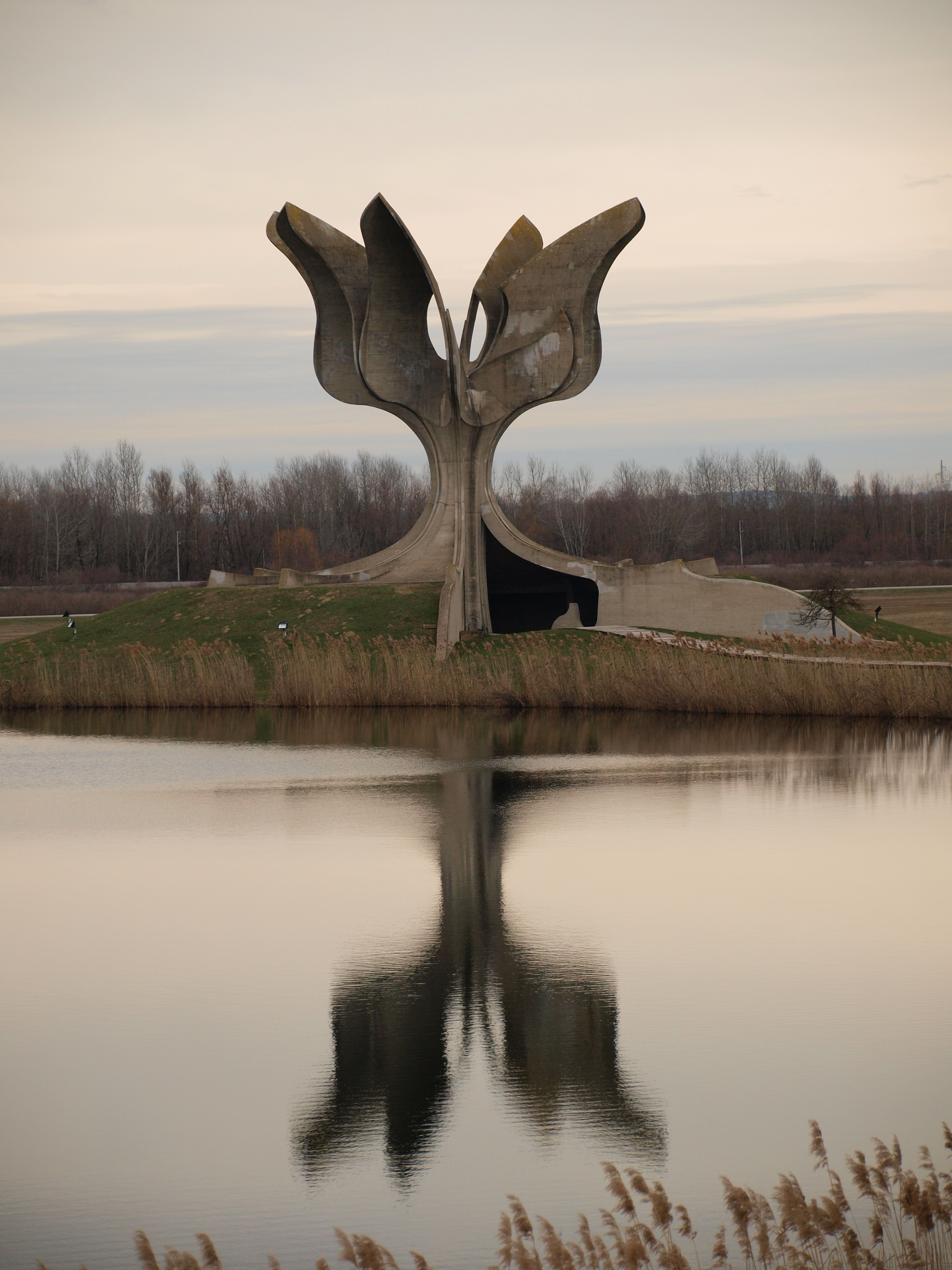
야세노바츠 강제 수용소 희생자를 추모하는 기념비

야세노바츠 강제 수용소(세르보크로아트어: Logor Jasenovac / Логор Јасеновац, sh)는 제2차 세계 대전 시대에 추축국이 점령한 유고슬라비아의 일부 지역에 나치 독일이 세운 괴뢰 국가인 크로아티아 독립국의 강제 수용소이자 절멸 수용소이다.
1941년 8월 우나강과 사바강이 합류하는 지점에 위치한 크로아티아의 야세노바츠에 설치되었으며 크로아티아의 파시스트 조직인 우스타샤가 운영했다. 유럽에서 10번째로 큰 수용소 중 하나였으며, 세르브계 크로아티아인, 롬인, 크로아티아 유대인, 그리고 정치적 반대자들을 수용하기 위해 세워지고 운영되었다. 야세노바츠는 빠르게 유럽에서 세 번째로 큰 강제 수용소가 되었다. 이곳은 약 100,000명에 달하는 세르브인, 유대인, 로마인, 크로아티아인, 보스니아인이 학살당한 장소이다. 크로아티아인, 보스니아인의 경우에는 공산주의, 반(反)파시즘 계열에서 활동하다가 강제 수감된 경우가 많았다. 이 수용소는 "야만적인 행위와 많은 희생자 수로 악명 높았다." 나치 독일의 나치 강제 수용소와는 달리, 야세노바츠는 가스실과 같은 산업 규모의 대량 살인 시설을 갖추지 못했다. 대신, 이곳은 "특히 잔인한 일대일 폭력에 특화되어 있었으며", 수감자들은 주로 칼, 망치, 도끼를 사용하거나 총으로 살해되었다.
야세노바츠에서는 대다수의 희생자가 세르브인 집단학살의 일환으로 세르브인이었다. 다른 희생자들로는 롬인, 유대인, 사회주의자들이 있었다. 야세노바츠는 사바강과 우나강 양쪽 강변에 걸쳐 210 km2 (81 mi2) 면적에 걸쳐 5개의 하위 수용소로 이루어진 복합 시설이었다. 가장 큰 수용소는 자그레브에서 남동쪽으로 약 100 km (62 mi) 떨어진 야세노바츠의 "벽돌 공장" 수용소였다. 전체 복합 단지에는 스타라 그라디슈카 하위 수용소, 사바강 건너편의 도냐 그라디나 학살지, 5개의 작업 농장, 그리고 우스티차 롬인 수용소가 포함되어 있었다.
수용소는 1945년 4월 21일 유고슬라비아 파르티잔 부대에 의해 해방되기 전까지 운영되었다. 유럽에서 규모가 큰 강제 수용소 가운데 하나였으며 "발칸 반도의 아우슈비츠", "유고슬라비아의 아우슈비츠"라는 별칭으로 부르기도 한다. 3년 반이 넘는 운영 기간 동안 야세노바츠 강제 수용소 복합 단지에서 사망한 희생자 수에 대해서는 많은 논쟁과 논란이 있었다. 지난 몇십 년 동안, 1941년부터 1945년까지 우스타샤 정권이 야세노바츠에서 약 10만 명을 살해했다는 추정치에 대한 합의가 이루어졌다.

## 배경
크로아티아 독립국(NDH)은 추축국의 유고슬라비아 침공 이후 1941년 4월 10일에 설립되었다. NDH는 현재의 크로아티아 공화국과 현대의 보스니아 헤르체고비나, 그리고 현대 세르비아의 시르미아로 구성되었다. 이 국가는 본질적으로 이탈리아-독일의 유사-보호령이었는데, 그 존재는 추축국에 의존했으며, 추축국은 그 존재 내내 괴뢰정권 내에 점령군을 유지했다. 그러나 일상적인 행정은 거의 전적으로 크로아티아인, 심지어 수도사들과 수녀들로 구성되었고, 우스타샤의 지도하에 있었다.
전쟁 전, 우스타샤는 독립적인 크로아티아를 위해 싸우는 극단적 민족주의, 파시스트, 인종차별주의자, 테러리스트 조직이었다. 1932년, 우스타샤 지도자 안테 파벨리치는 "칼, 리볼버, 기관총, 시한폭탄; 이것들이 우상이며, 이것들이 독립된 크로아티아 국가의 새벽과 부활을 알리는 종소리가 될 것이다"라고 선언했다. 우스타샤 테러리스트들은 유고슬라비아 왕국으로 향하는 국제 열차에 폭탄을 설치했고, 파벨리치와 다른 우스타샤 지도자들은 1934년 마르세유에서 알렉산다르 1세 (유고슬라비아)와 프랑스 외무장관 루이 바르투 암살을 조직한 혐의로 프랑스 법원에서 궐석 재판에서 사형 선고를 받았다. 우스타샤는 세르브인과 유대인에 대한 맹렬한 반유대주의를 가지고 있었다. 그들의 17개 원칙에서, 그들은 "크로아티아 혈통"이 아닌 자들(즉, 세르브인과 유대인)은 미래의 크로아티아 국가에서 어떤 정치적 역할도 가지지 못할 것이라고 선언했다. 1936년, <크로아티아 문제>에서 파벨리치는 유대인을 "크로아티아 민족의 적"이라고 불렀다.

### NDH 법률

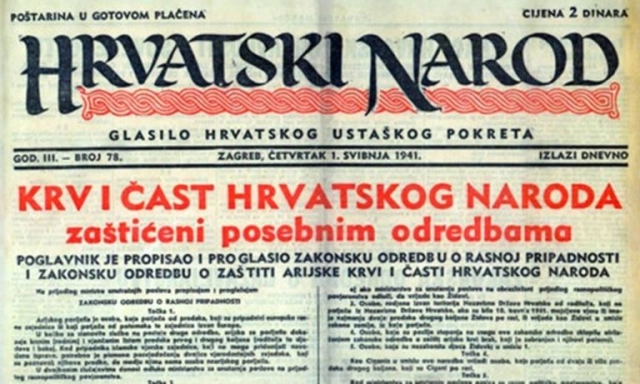
우스타샤 신문이 NDH 인종법을 공포하며 지도자 안테 파벨리치가 인종 소속과 크로아티아 국민의 아리아인 혈통 및 명예 보호에 관한 법적 조항에 서명했음을 알리고 있다.

NDH 지도자 안테 파벨리치가 발표한 첫 법령 중 일부는 나치 독일의 인종주의 이데올로기를 우스타샤가 채택했음을 반영했다. 정권은 신속하게 유대인의 활동을 제한하고 재산을 압수하는 법령을 발표했다. 이 법률은 1941년 4월 17일 "국민과 국가 보호"에 관한 법령으로 이어졌는데, 이는 어떤 사람이 "크로아티아 민족의 명예와 생명적 이익에 해를 끼치거나 크로아티아 독립국의 존재를 위태롭게" 하는 행위를 했을 경우, 이를 반역죄로 간주하여 사형을 선고하도록 규정했다. 이 법은 소급 적용되었고, 즉시 체포와 재판이 시작되었다. 곧이어 세르비아 정교회 의식의 필수적인 부분이었던 키릴 문자 사용을 금지하는 법령이 발표되었다.
1941년 4월 30일, 우스타샤는 나치 인종법을 본떠 "인종적 기원에 관한 법률령", "아리아인 혈통 및 크로아티아 민족의 명예 보호에 관한 법률령", 그리고 "시민권에 관한 법률 조항"이라는 주요 인종법을 공포했다. 이 법령들은 누가 유대인인지를 정의하고, 모든 비아리아인, 즉 유대인과 롬인의 시민권을 박탈했다. 1941년 4월 말까지, 나치 독일이 비슷한 조치를 시행하기 몇 달 전, 우스타샤는 모든 유대인에게 표식, 일반적으로 노란색 다윗의 별을 착용하도록 요구했다. 우스타샤는 1941년 10월 10일 "유대인 및 유대인 기업의 재산 국유화에 관한 법률 조항"을 선포했으며, 이를 통해 모든 유대인 재산을 몰수했다.
우스타샤는 유대인, 롬인, 세르브인에 대한 많은 다른 법령을 제정했는데, 이는 유대인과 롬인에 대한 집단학살 정책의 기초가 되었고, 세르브인에 대해서는 우스타샤 지도자 밀레 부다크가 선언했듯이 3분의 1은 죽이고, 3분의 1은 추방하고, 3분의 1은 가톨릭으로 강제 개종시키는 정책이 채택되었다. 많은 역사가들은 이를 또한 집단학살로 묘사한다. 이 법령들은 일반 법원 시스템뿐만 아니라 새로운 특별 법원과 확장된 관할권을 가진 이동 군사 법원을 통해서도 집행되었다. 거의 즉시 첫 강제 수용소가 세워졌고, 1941년 7월 우스타샤 정부는 야세노바츠 강제 수용소가 될 지역을 개간하기 시작했다.

### 대량 테러의 시작
크로아티아 독립국이 건국된 직후부터 유대인에 대한 탄압이 즉시 시작되었다. 1941년 4월 10~11일, 우스타샤는 자그레브의 저명한 유대인 집단을 체포하고 몸값을 요구했다. 4월 13일에는 오시예크에서도 같은 일이 벌어졌는데, 우스타샤와 독일계 폭도들이 시나고그와 유대인 묘지를 파괴했다. 이 과정은 1941년에 여러 차례 유대인 집단에 대해 반복되었다. 동시에, 우스타샤는 광범위한 반유대주의 선전을 시작했는데, 우스타샤 신문들은 크로아티아인들이 "자신들의 인종적 순수성을 보호하기 위해 다른 어떤 민족보다 더 경계해야 한다... 우리는 유대인으로부터 우리의 피를 깨끗하게 유지해야 한다"고 썼다. 그들은 또한 유대인들이 "배신, 속임수, 탐욕, 부도덕, 이질성"과 동의어이므로 "크로아티아 민족의 넓은 부분이 항상 유대인들을 경멸했고 그들에 대해 자연스러운 혐오감을 느꼈다"고 썼다.
세르브인에 대한 최초의 대량 학살은 4월 30일에 이루어졌는데, 이때 우스타샤는 구도바츠에서 196명의 세르브인을 체포하여 살해했다. 곧이어 많은 다른 대량 학살이 뒤따랐다. 다음은 모스타르의 크로아티아 가톨릭 주교 알로이지예 미시치가 전쟁 첫 6개월 동안 헤르체고비나의 한 작은 지역에서만 발생한 세르브인 대량 학살을 묘사한 내용이다.
사람들은 짐승처럼 잡혔습니다. 학살당하고, 죽임을 당하고, 산 채로 심연에 던져졌습니다. 여성, 어린이를 둔 어머니, 젊은 여성, 소녀, 소년들이 구덩이에 던져졌습니다. 모스타르 부시장인 발리치 씨는 무함마드교도임에도 불구하고 공식 직위상 침묵해야 함에도 불구하고 류비녜에서만 700명의 분열주의자들(즉, 세르비아 정교회 신자들)이 한 구덩이에 던져졌다고 공개적으로 말합니다. 모스타르와 차플리나에서 슈르만치 역으로 끌려간 여성, 어머니, 소녀, 10세 미만의 아이들을 태운 6량의 기차가 언덕으로 끌려가 산 채로 어머니와 아이들이 절벽 아래로 던져졌습니다. 모두 던져지고 죽임을 당했습니다. 클레프치 교구에서는 주변 마을에서 3,700명의 분열주의자들이 죽임을 당했습니다. 불쌍한 영혼들이여, 그들은 고요했습니다. 더 이상 열거하지 않겠습니다. 너무 멀리 갈 것입니다. 모스타르 시에서는 수백 명이 묶여 시외로 끌려가 동물처럼 죽임을 당했습니다.

#### 최초의 강제 수용소
NDH 건국 5일 후인 4월 15일, 우스타샤는 코프리브니차에 최초의 강제 수용소인 다니차를 설립했다. 1941년 5월, 그들은 자그레브의 유대인 스포츠 클럽 마카비 회원인 165명의 유대인 청소년을 체포하여 다니차로 보냈다(이들 중 3명만 제외하고 모두 나중에 우스타샤에 의해 살해되었다). 크로아티아 역사가 즈드라브코 디즈다르는 약 5,600명의 수감자가 다니차 수용소를 거쳐갔으며, 대부분 세르브인이었지만 유대인과 크로아티아 공산주의자들도 있었다고 추정한다. 디즈다르가 이름을 추적할 수 있었던 3,358명의 다니차 수감자 중 2,862명, 즉 85%가 나중에 야도브노와 야세노바츠 강제 수용소에서 우스타샤에 의해 살해되었는데, 이들 중 대다수는 세르브인이었지만 수백 명의 유대인과 일부 크로아티아인도 포함되었다.
1941년 6월, 우스타샤는 고스피치에서 벨레비트 산맥, 그리고 파그 섬에 이르는 새로운 강제 수용소 시스템을 구축했다. 우스타샤 자료에 따르면, 1941년 여름에 이 수용소들로 28,700명이 보내졌다. 이들 중 우스타샤 기록에 따르면 4,000명만이 돌아왔는데, 이는 우스타샤가 대량 학살로 인해 촉발된 강력한 저항 때문에 이탈리아인들에 의해 수용소를 폐쇄하고 해당 지역에서 철수하도록 강요받았기 때문이다. 따라서 이 수용소들의 사망자 수는 약 24,000명으로 추정되지만, 일부 자료에서는 40,000명에 달한다고 주장하기도 한다. 주민들이 벨레비트 전역에 걸쳐 부패하는 시체들로 인해 식수가 오염되었다고 보고하자, 이탈리아인들은 의료 담당관들을 보내 조사를 실시했다. 그들은 여러 개의 죽음의 구덩이와 대량 무덤을 발견했으며, 그곳에서 약 12,000명의 희생자가 살해되었다고 추정했다. 파그 섬의 슬라나 강제 수용소에서는 약 800구의 시체가 있는 한 대량 무덤을 파냈는데, 이 중 절반은 여성과 어린이였으며, 가장 어린 아이는 5개월 된 아기였다.
이 희생자들의 대다수는 세르브인이었지만, 그중에는 2,000~3,000명의 유대인도 있었다. 따라서 우스타샤는 특수작전집단이 동유럽에서 유대인 대량 학살을 시작한 것과 거의 동시에, 나치 독일이 독일 유대인 대량 학살을 시작하기 몇 달 전에 유대인 대량 학살을 시작했다.

### 나치 독일의 영향
1941년 4월 10일, 나치 독일과 파시스트 이탈리아의 지원을 받아 크로아티아 독립국이 수립되었고, 유사한 인종 및 정치 교리를 채택했다. 야세노바츠는 나치의 "유대인 문제 최종 해결책"과 롬인 살해, 정치적 반대자 제거에 기여했지만, 우스타샤에게 가장 중요한 목적은 크로아티아 독립국 내 세르브인의 파괴를 달성하는 수단이었다.
야세노바츠는 크로아티아 독립국의 독일 점령지에 위치해 있었다. 나치는 우스타샤의 반유대인 및 반롬인 행동을 장려하고 세르브인 말살 의도에 대한 지지를 표명했다. 곧 나치는 1941년 7월 21일 슬라브코 크바테르니크와의 회담에서 히틀러가 행한 연설에서와 같이 그들의 집단학살 목표를 명확히 하기 시작했다.
유대인들은 인류의 재앙이다. 만약 유대인들이 그들의 소련 천국에서 허용되는 것처럼 마음대로 행동하도록 허용된다면, 그들은 가장 미친 계획을 실행할 것이다. 그래서 러시아는 세계 질병의 중심지가 되었다... 어떤 이유로든 한 국가가 단 한 가족의 유대인의 존재를 인내한다면, 그 가족은 결국 새로운 음모의 중심지가 될 것이다. 유럽에 유대인이 더 이상 없다면, 유럽 국가들의 통합을 막을 어떤 것도 없을 것이다... 이런 종류의 사람들은 사회 질서나 조직된 국가에 통합될 수 없다. 그들은 건강한 사회의 몸에 기생하며, 품위 있는 사람들을 추방하여 살아간다. 그들이 질서와 규율을 요구하는 국가에 적응할 것이라고 기대할 수 없다. 그들에게는 단 한 가지 할 일이 있을 뿐이다: 그들을 전멸시키는 것이다. 국가는 이 권리를 가진다. 왜냐하면 소중한 사람들이 전선에서 죽어가는 동안, 이 버러지들을 살려두는 것은 범죄나 다름없을 것이기 때문이다. 그들은 추방되어야 하며, 만약 대중에게 위협이 되지 않는다면 강제 수용소에 감금되어 결코 풀려나지 않아야 한다.
반제 회담에서 독일은 크로아티아 정부에 유대인들을 남쪽으로 수송할 것을 제안했지만, "유대인 문제의 최종 해결책 시행은 결정적이지 않다. 왜냐하면 이 문제의 핵심 측면은 이들 정부가 취한 급진적 조치로 이미 해결되었기 때문"이라며 그 제안의 중요성에 의문을 제기했다.
멸절 수단을 지정하는 것 외에도, 나치는 종종 수감자들을 야세노바츠에 감금하거나 이송하는 것을 주선했다. 카슈의 특사 크네헤 소령은 1942년 2월 6일 수용소를 방문했다. 카슈는 그 후 상사에게 보고했다.
수용소 현장 사령관 루부리치 대위는 수용소 건설 계획을 설명했다. 그 계획은 망명 중에 그가 세운 것으로 밝혀졌다. 이 계획은 독일의 강제 수용소 시설을 방문한 후 수정되었다.
카슈는 다음과 같이 썼다.
포글라브니크는 바더 장군에게 야세노바츠 수용소가 코자라 난민들을 수용할 수 없다는 것을 이해해 달라고 요청했다. 나는 수용소가 유대인들을 동쪽으로 추방하는 문제도 해결해야 하기 때문에 동의했다. 투리나 장관은 유대인들을 야세노바츠로 추방할 수 있다.
스타라-그라디슈카는 유대인들이 아우슈비츠로 이송된 주요 장소였지만, 카슈의 편지는 이와 관련하여 특별히 치글라나 하위 수용소를 언급한다. 모든 문서에서 "야세노바츠"라는 용어는 전체 복합 단지를 지칭하거나, 특정 수용소를 지칭할 때는 1941년 11월 이후 주요 수용소였던 3번 수용소를 의미한다. 야세노바츠에서 세르브인 학살은 파울 바더 장군이 난민들을 야세노바츠로 데려가라고 명령하면서 가속화되었다. 야세노바츠가 확장되었음에도 불구하고, 관리들은 "야세노바츠 강제 노동 수용소는 무한한 수의 수감자를 수용할 수 없다"고 들었다. 곧이어 독일인들은 우스타샤가 유대인보다 세르브인 말살에 더 관심을 가지고 있으며, 이탈리아와 가톨릭의 압력이 우스타샤가 유대인들을 죽이는 것을 단념시키고 있다는 의혹을 다시 제기했다.
나치는 유대인들을 아우슈비츠로 이송할 가능성을 다시 검토했는데, 그곳에서 학살이 더 쉬웠을 뿐만 아니라, 희생자들로부터 얻는 이익을 크로아티아인이나 이탈리아인이 아닌 독일인의 손에 보관할 수 있었기 때문이다. 대신 야세노바츠는 추방할 수 없는 유대인들이 수용되고 살해되는 장소로 남았다. 이런 식으로, 테녜에서 유대인들이 추방되는 동안, 야세노바츠로도 두 차례 추방이 이루어졌다.
이는 한스 헬름이 아돌프 아이히만에게 보낸 보고서에서도 잘 나타난다. 보고서에 따르면 유대인들은 먼저 스타라-그라디슈카에 수용될 것이며, "유대인들은 우스타샤 수용소에서 '강제 노동'에 동원될 것"이고, 야세노바츠와 스타라-그라디슈카만을 언급하며 "추방되지 않을 것"이라고 명시되어 있다. 나치군은 1944년 6월 국제 적십자사 대표단 방문 이후에도 수용소에 남아있는 유대인들에게 관심을 보였다. 카슈는 다음과 같이 썼다. "슈미들린은 유대인들에게 특별한 관심을 보였다... 루부리치는 슈미들린이 자신에게 유대인들을 최선을 다해 대우해야 하고, 어떤 일이 있어도 그들이 살아남아야 한다고 말했다고 했다... 루부리치는 슈미들린이 영국 요원이라고 의심하여 그와 유대인들 사이의 모든 접촉을 막았다."틀:Full citation needed
한스 헬름은 유대인들을 강제 수용소로 추방하는 일을 담당했다. 그는 1946년 12월 베오그라드에서 다른 SS 및 게슈타포 관리들과 함께 재판을 받았고, 아우구스트 마이스너, 빌헬름 푸흐스, 요제프 한, 루드비히 타히만, 요제프 에커트, 에른스트 바이만, 리하르트 카세러, 프리드리히 폴테와 함께 교수형을 선고받았다.

## 수용소 설립 및 운영

주요 치글라나 수용소 및 추가 수용소의 위치

야세노바츠 본수용소 계획도

야도브노 강제 수용소는 우스타샤가 멸절을 위해 사용한 최초의 수용소였다. 야도브노는 1941년 5월부터 운영되었지만, 같은 해 8월 야세노바츠에 수용소가 설립되면서 폐쇄되었다. 야세노바츠 복합 단지는 1941년 8월부터 1942년 2월 사이에 건설되었다. 최초의 두 수용소인 크라피예와 브로치체는 1941년 11월에 폐쇄되었다.
세 개의 새로운 수용소는 종전까지 계속 운영되었다.
- 치글라나 (야세노바츠 III)
- 코자라 (야세노바츠 IV)
- 스타라 그라디슈카 (야세노바츠 V)

### 수용소 지휘부

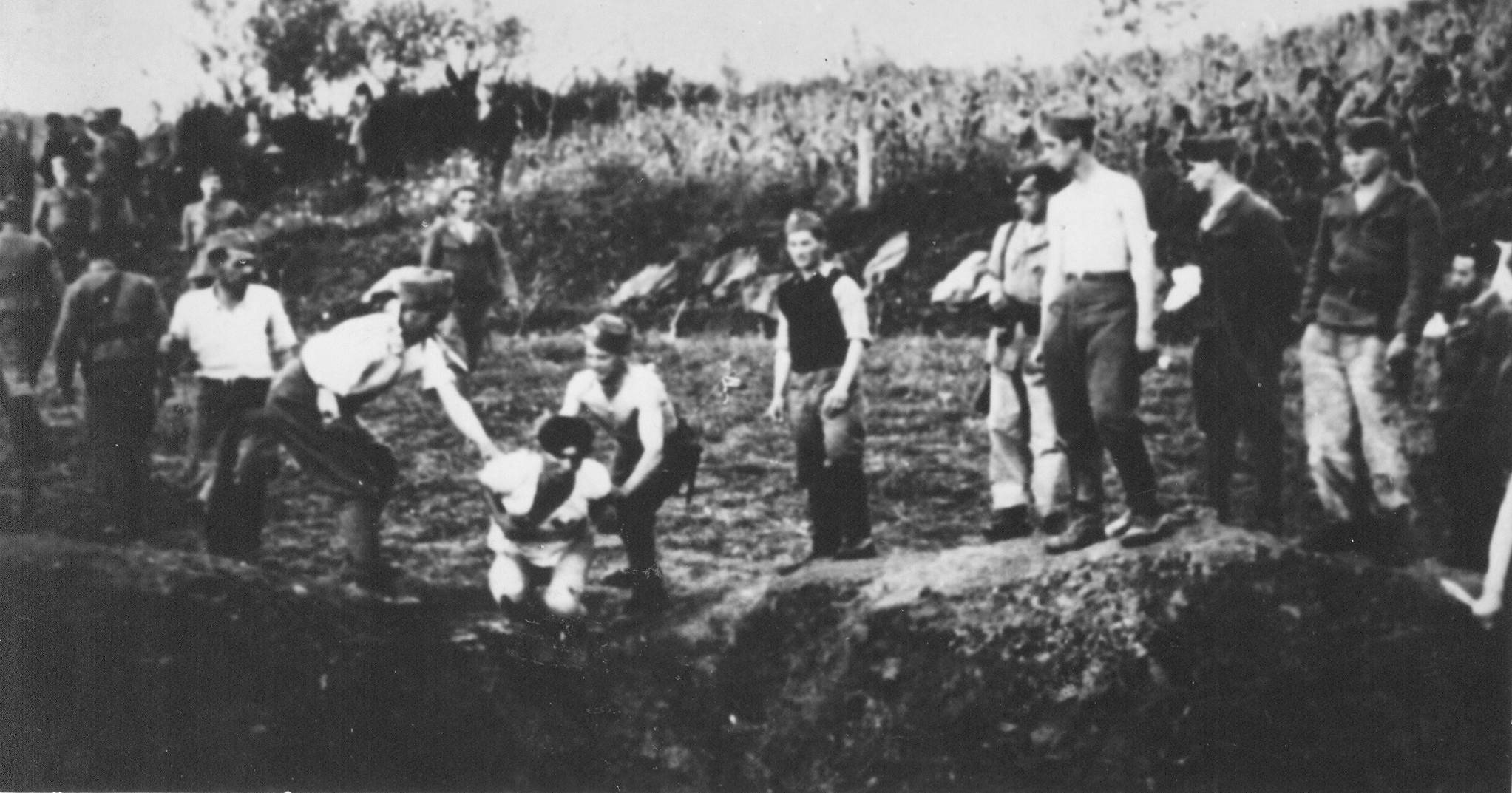
야세노바츠 강제 수용소 인근 대량 무덤 위에서 수감자들을 처형하는 우스타샤 민병대

야세노바츠 지휘 사슬의 최상위에는 나치 인종법에 서명하고 유대인, 세르브인, 롬인에 대한 우스타샤의 집단학살을 지휘한 우스타샤 지도자 안테 파벨리치가 있었다. 야세노바츠 수감자 안테 칠리가는 "야세노바츠는 안테 파벨리치의 독창적인 '발칸식' 창조물이었다. 히틀러의 수용소는 단지... 시작점에 불과했다"고 썼다. 파벨리치는 수용소에서의 대량 학살 조직을 우스타샤 감독국(UNS)에 맡기고, 그의 측근인 디도 크바테르니크를 그 수장으로 앉혔다. 바티칸의 NDH 대표 비서 주세페 마수치(Giuseppe Masucci)는 크바테르니크를 우스타샤 최악의 인물로 여겼는데, 크바테르니크가 그에게 크로아티아 유대인들이 "30만 건의 낙태, 강간, 젊은 여성의 처녀성 상실"을 저질렀다고 말했다고 언급했다. 야세노바츠가 절정이었던 세르브인 등에게 대한 우스타샤 테러가 더 넓은 유고슬라비아 파르티잔 저항을 촉발하자, 독일군은 1942년 10월 파벨리치에게 디도 크바테르니크를 해임하고 추방하도록 압력을 가했다. 크바테르니크는 나중에 우스타샤의 범죄를 파벨리치 탓으로 돌리며 자신은 파벨리치의 명령을 단순히 실행했을 뿐이라고 주장했다.
수용소는 NDH의 특별 경찰 부대인 "우스타샤 감독국"(Ustaška nadzorna služba, UNS) 제3국에서 건설, 관리, 감독했다. 주요 야세노바츠 사령관은 다음과 같다.
- 브예코슬라브 "막스" 루부리치. 망명에서 돌아온 루부리치는 1941년 5~7월 리카에서 수백 명의 세르브 민간인을 학살하며 세르브인의 봉기를 촉발시켰다.[57][58][59] 모든 NDH 강제 수용소를 감독하는 우스타샤 감시국 제3국장으로 승진한 그는 1941년 9월 독일에 가서 SS 강제 수용소를 연구했으며,[60][61] 이를 야세노바츠의 모델로 삼았다. 독일의 한 기록은 루부리치를 "신경증적이고 병적인 성격"이라고 묘사했다.[62] 루부리치의 군대가 수백 명의 세르브 민간인을 학살[63][64]하고 우스타샤가 수만 명을 야세노바츠에 가둔 코자라 공세 이후, 그는 450명의 실향민 세르브 소년들을 "입양"하여 검은색 우스타샤 제복을 입히고 "작은 예니체리"[65] (오스만 제국 시스템에 따라 발칸 반도의 기독교 가정에서 데려온 소년들이 오스만 군대에 편입됨)라고 불렀다. 루부리치의 실험은 소년들을 우스타샤로 만들지 못했고, 대부분은 야세노바츠에서 영양실조와 질병으로 사망했다.[65]
- 류보 밀로시는 1941년 10월 야세노바츠 사령관으로 임명되었다. 우스타샤에 의해 야세노바츠에 투옥되었던 크로아티아 정치인 블라드코 마체크는 나중에 밀로시에게 야세노바츠에서 저지른 잔학 행위에 대해 "신의 심판이 두렵지 않느냐"고 물었다고 썼다. 밀로시는 "내가 한 일 때문에 지옥에서 불탈 것을 안다. 하지만 크로아티아를 위해 불탈 것이다"라고 대답했다.[66][67] 많은 야세노바츠 수감자들은 밀로시의 범죄를 증언했는데, 그중에는 의사인 척하며 칼로 수감자들의 목에서 위까지 절개하는 행위도 포함되었다.[68] 밀로시가 인근 세르브 마을에서 대량 학살과 약탈을 지휘한 후, 독일의 압력으로 재판을 받고 수감되었지만,[69] 루부리치의 개입으로 곧 석방되었다.
- 미로슬라브 필리포비치. 루부리치는 1942년 2월 바냐루카 인근에서 최대 2,300명의 세르브 민간인을 대량 학살하는 데 우스타샤 사제로 참여한 혐의로 독일군에 의해 투옥된 필리포비치를 야세노바츠로 데려왔다. 이 학살에는 필리포비치가 직접 여학생의 목을 베어 학급 전체를 살해한 사건도 포함되어 있었다.[70] 그는 1942년 5월 야세노바츠-III 사령관으로 승진했으며, 10월에는 스타라 그라디슈카 사령관이 되었다.[71] 그는 프란치스코회 소속이었기 때문에 수감자들은 그를 "사탄 형제"라고 불렀고, 그가 어린이들을 포함한 수많은 수감자들을 직접 살해했다고 증언했다.[72] 류보 밀로시는 필리포비치가 대량 학살을 명령했다고 비난했지만, 필리포비치는 루부리치를 비난하며 그가 "세르브인들을 무자비하게 전멸시켜야 한다"고 지시했다고 말하며 자신은 단지 우스타샤의 순종적인 추종자일 뿐이라고 주장했다.[73]

다른 시기에 수용소를 관리한 사람으로는 이비차 마트코비치, 안테 브르반, 딘코 샤키치 등이 있었다. 수용소 행정부는 또한 우스타샤 대대, 경찰 부대, 도모브라니 부대, 보스니아 무슬림으로 구성된 보조 부대, 그리고 독일인과 헝가리인을 사용했다. 우스타샤는 야세노바츠에서 남성, 여성, 어린이를 구금하고 고문하고 처형했다. 희생자의 가장 큰 수는 세르브인이었지만, 유대인, 롬인("집시")뿐만 아니라 일부 반체제 크로아티아인과 보스니아 무슬림(즉, 파르티잔 또는 그들의 동조자, 모두 우스타샤에 의해 "공산주의자"로 분류됨)도 희생자에 포함되었다.
수용소에 도착하면 수감자들은 색깔로 표시되었는데, 이는 나치 강제 수용소 배지의 사용과 유사했다. 세르브인은 파란색, 공산주의자(비세르비아인 저항군)는 빨간색이었고, 롬인에게는 표시가 없었다. 이러한 관행은 나중에 폐지되었다. 대부분의 희생자는 수용소 근처의 처형 장소인 그라니크, 그라디나 등지에서 살해되었다. 살아남은 사람들은 대부분 필요한 직업과 기술(의사, 약사, 전기공, 구두공, 금세공인 등)을 가진 사람들이었고, 야세노바츠의 서비스 및 작업장에서 일했다.

### 수감자 인구
세르브인들은 야세노바츠의 수감자 대다수를 구성했다. 세르브인들은 일반적으로 가톨릭으로 개종하기를 거부한 후에 야세노바츠 강제 수용소로 끌려왔다. 크로아티아 독립국 주변의 많은 지방자치단체에서는 가톨릭으로 개종하지 않는 세르브인은 강제 수용소로 추방될 것이라는 경고 포스터를 게시했다. 우스타샤 정권의 세르브인 대량 학살 정책은 집단학살에 해당한다.
야세노바츠 추모관 희생자 명단에 있는 80,914명 중 56% 이상이 세르브인으로 45,923명이다. 일부 경우, 수감자들은 세르브인이라는 민족성을 인정하자마자 즉시 살해되었고, 대부분은 이를 투옥의 유일한 이유로 여겼다. 세르브인들은 주로 코자라 지역에서 끌려왔는데, 그곳은 우스타샤가 파르티잔 게릴라들이 점거하고 있던 지역을 점령한 곳이었다. 독일인들은 야세노바츠 강제 수용소에 직접 주둔하지 않았지만, 파르티잔 전쟁으로 피해를 입은 지역, 특히 코자라 공세 기간 동안 "숙청 작전" 이후 사람들을 구금하는 데 참여했으며, 또한 수감자들을 독일 및 점령된 유럽의 다른 수용소로 강제 노동에 보냈다. 이들은 선고 없이 수용소로 끌려왔으며, 거의 즉시 처형될 운명이었고, 기관총을 사용하여 신속하게 처형되었다.

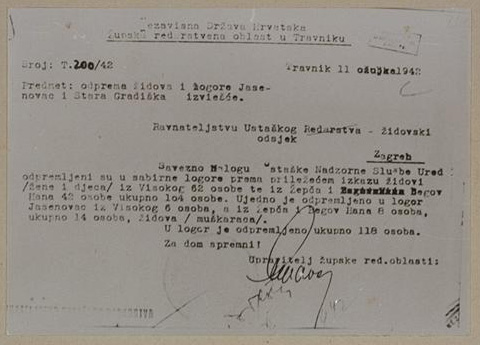
1942년 3월 트라브니크 지역 유대인들을 야세노바츠와 스타라 그라디슈카 수용소로 추방한 보고서

나치 집단학살의 주요 표적이었던 유대인들은 야세노바츠 희생자 중 두 번째로 큰 비중을 차지했다. 유대인 사상자 수는 불확실하지만, 추정치는 약 8,000명에서 약 25,000명에 이르며, 이는 크로아티아 유대인 인구 37,000명의 거의 3분의 2에 해당한다.
야세노바츠에서 유대인 처형은 1942년 8월 이전에 주로 발생했다. 그 후, NDH는 그들을 아우슈비츠로 추방했다. 일반적으로, 유대인들은 처음에는 자그레브에 모인 후 크로아티아 전역에서 야세노바츠로 보내졌고, 사라예보에 모인 후 보스니아 헤르체고비나에서 보내졌다. 그러나 일부는 다른 도시와 소도시에서 직접 야세노바츠로 이송되기도 했다. 야세노바츠의 롬인은 주로 보스니아, 특히 코자라 지역에서 붙잡힌 롬인과 신티인으로 구성되었다. 그들은 야세노바츠로 끌려와 롬인 III-C 구역으로 보내졌는데, 이곳의 영양, 수분 공급, 피난처, 위생 상태는 수용소의 다른 구역의 극히 열악한 기준보다 훨씬 낮았다. 살해된 롬인의 수는 20,000명에서 50,000명 사이로 추정된다.
반파시스트들은 우스타샤 정권의 다양한 정치적, 이념적 반대자 또는 적대자들로 구성되었다. 일반적으로 이들에 대한 대우는 다른 수감자들과 유사했지만, 알려진 공산주의자들은 즉시 처형되었고, 유죄 판결을 받은 우스타샤 또는 법 집행 관리 또는 크로아티아 농민과 같이 우스타샤와 의견이 가까운 사람들은 유리한 조건으로 구금되었고 일정 기간 복역 후 사면되었다. 금지된 크로아티아 농민당의 지도자 블라드코 마체크는 1941년 10월부터 1942년 3월까지 야세노바츠에 구금되었고, 그 후에는 엄격한 가택 연금 상태에 놓였다. 제2차 세계 대전 중 파시스트 국가들 중 유일하게 야세노바츠는 시사크에 어린이 전용 수용소를 운영했다. 약 20,000명의 세르브인, 유대인, 롬인 어린이들이 야세노바츠에서 사망했다.

#### 여성과 어린이
야세노바츠 추모관에 명시된 83,145명의 희생자 중 절반 이상이 여성(23,474명)과 14세 미만 어린이(20,101명)였다. 대부분은 야세노바츠 단지의 스타라 그라디슈카 수용소에 수용되었으며, 특히 여성과 어린이를 위해 설계되었다. 야블라나츠 야세노바츠키와 믈라카 (시사크모슬라비나 주)의 관련 수용소에서도 수용되었으며, 어린이들은 시사크와 야스트레바르스코의 다른 우스타샤 어린이 강제 수용소에도 수용되었다. 수용소의 많은 어린이들은 독일-우스타샤 코자라 공세 중 붙잡힌 수만 명의 세르브 민간인 중 일부였으며, 그들의 부모는 독일에 강제 노동자로 보내졌고, 어린이들은 부모와 분리되어 우스타샤 강제 수용소에 수용되었다. 또한 NDH의 거의 모든 롬인 여성과 어린이들이 야세노바츠에서 학살되었으며, 최대 3분의 2의 크로아티아 홀로코스트 희생자 중 수천 명의 유대인 여성과 어린이들도 야세노바츠에서 살해되었다. 어린이들이 수용되었던 끔찍한 환경은 여성 수감자 중 한 명인 조르다나 프리들랜더가 다음과 같이 묘사했다.
방에 들어서자 눈앞에 펼쳐진 광경이 있었습니다. 한 아이는 배설물 속에 머리를 박고 있었고, 다른 아이들은 소변 속에 서로 엉켜 누워 있었습니다. 저는 흙더미 속에서 한 여자아이를 들어 올리려 다가갔는데, 그녀는 마치 웃는 것처럼 저를 바라보았습니다. 그녀는 이미 죽어 있었습니다. 완전히 벌거벗은 10살짜리 남자아이는 앉을 수 없어서 벽에 기대어 서 있었습니다. 그의 몸에서는 파리가 들끓는 내장이 매달려 있었습니다.
나중에 수용소 지휘관인 안테 브르반은 방을 봉인하고 마스크를 쓴 채 치클론 B 가스를 방에 투입하여 남아있는 아이들을 살해했다. 그의 재판에서 안테 브르반은 이러한 살해를 인정했다.

### 생활 환경

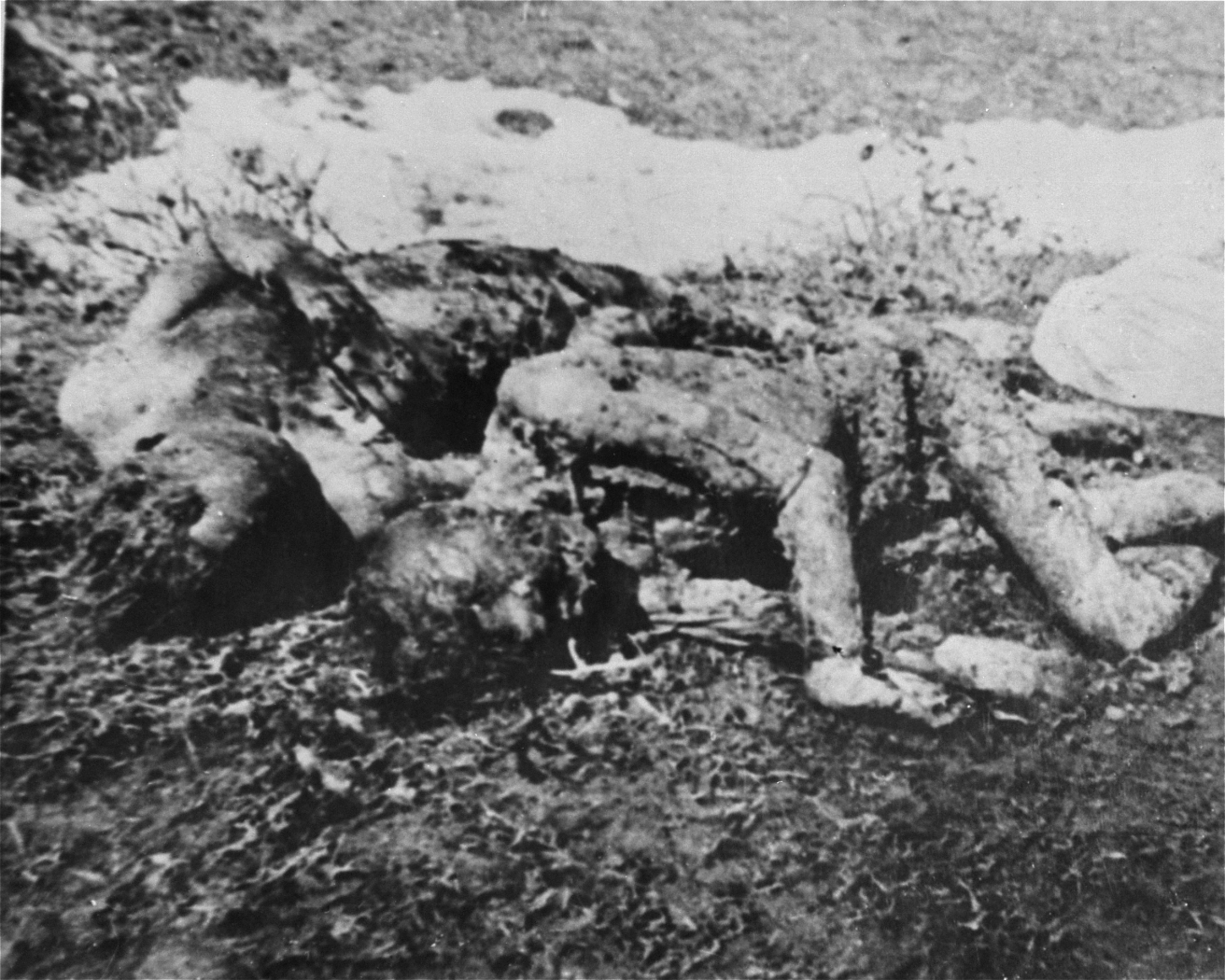
야세노바츠에서 우스타샤가 처형한 수감자들의 시신

수용소의 생활 조건은 나치 죽음의 수용소의 전형적인 심각성을 보여주었다. 미미한 식단, 비참한 숙박 시설, 그리고 우스타샤 경비원들의 잔인한 대우가 그것이었다. 많은 수용소에서와 마찬가지로, 대표단의 방문(예: 1942년 2월에 방문한 언론 대표단과 1944년 6월에 방문한 적십자사 대표단) 중에는 일시적으로 조건이 개선되었지만, 대표단이 떠난 후에는 다시 원래대로 돌아갔다.
- 조직적인 굶주림: 다시 말하지만, 죽음의 수용소에서 흔히 볼 수 있듯이, 야세노바츠 수감자들의 식단은 생명을 유지하기에 불충분했다. 브로치체 수용소에서는 수감자들에게 아침 식사로 뜨거운 물에 녹말을 넣은 "수프"를, 점심과 저녁 식사로는 콩을 주었다(6:00, 12:00, 21:00에 제공). 3번 수용소의 음식은 처음에는 콩 대신 감자가 제공되어 더 나았지만, 1월에는 하루 한 끼만 제공되는 묽은 "순무 수프"로 바뀌었다. 이 수프는 종종 뜨거운 물에 양배추 잎 두세 개를 넣은 것이었다. 연말에는 식단이 다시 바뀌어 하루 세 끼 물과 녹말로 만든 묽은 죽이 제공되었다.[97]틀:Publisher missing[{{{설명}}}] 끔찍한 굶주림을 달래기 위해 "사람들은 풀과 나뭇잎을 먹었지만, 이것들은 소화하기가 매우 어려웠다." 특별한 별미로 수감자들은 죽은 개를 먹었고, "분변 식증(scatophagia) 사례도 있었다. 즉, 수감자들이 우스타샤 화장실에서 배설물에서 소화되지 않은 콩 등을 꺼내 먹는 경우"도 있었다.[98] 사람들은 이미 1941년 10월부터 굶주림으로 죽기 시작했다.
- 물: 야세노바츠는 한 가지 면에서 다른 죽음의 수용소보다 훨씬 더 혹독했는데, 바로 식수 부족이었다. 수감자들은 사바강의 물을 마셔야 했다.
- 숙박: 첫 수용소인 브로치체와 크라피예에서 수감자들은 3단 침대가 있는 일반적인 강제 수용소 막사에서 잠을 잤다. 겨울에는 이 "막사" 지붕과 벽 틈새를 통해 비와 눈이 자유롭게 들어왔다. 수감자들은 막사 안에서 발목까지 잠기는 물을 헤치고 다녀야 했다. 죽은 수감자들은 종종 며칠 동안 "막사" 안에 방치된 채 제거되지 않았다. 약 3,000명을 수용했던 3번 수용소에서는 수감자들이 처음에는 작업장 다락방, 철도 "터널"로 지정된 개방형 창고, 또는 단순히 야외에서 잠을 잤다.[99] 잠시 후, 8개의 막사가 세워졌다.[100] 수감자들은 이 막사 중 6곳에서 잠을 잤고, 나머지 2곳은 "진료소"와 "병원"으로 사용되었는데, 아픈 수감자들은 이곳으로 보내져 죽거나 처형되었다.[101]
- 강제 노동: 모든 강제 수용소와 마찬가지로, 야세노바츠 수감자들은 우스타샤 간수들의 감시 아래 매일 11시간의 고된 노동을 강요당했으며, 간수들은 사소한 이유로도 수감자들을 처형할 수 있었다.[102] 노동 부문은 우스타샤 도미니크 "힌코" 피칠리(Dominik "Hinko" Piccili)와 티호미르 코르디치(Tihomir Kordić)가 감독했다. 피칠리는 수감자들이 더 열심히 일하도록 직접 채찍질했다.[103]

그는 "야세노바츠 노동력"을 건설, 벽돌 공장, 금속 세공, 농업 등 16개 그룹으로 나누었다. 수감자들은 고된 노동으로 사망했다. 벽돌 공장에서의 작업은 힘들었다. 수감자들은 우스타샤를 위한 칼과 다른 무기를 단조하는 대장장이 작업도 했다. 제방 건설 작업은 가장 두려워하는 작업이었다.
- 위생: 수용소 내부는 불결하고 위생이 부족했다. 쓰레기, 피, 구토물, 부패하는 시신으로 막사는 가득 찼고, 해충과 자주 넘치는 변기 양동이의 악취로 가득했다. 노출로 인해 수감자들은 건강이 악화되어 발진티푸스, 장티푸스, 말라리아, 늑막염, 인플루엔자, 이질, 디프테리아 등의 전염병에 시달렸다. 노동 중 휴식 시간(05:00~06:00; 12:00~13:00, 17:00~20:00)에는 수감자들이 야외에 파놓은 큰 구덩이로 이루어진 개방형 화장실에서 용변을 해결해야 했다. 수감자들은 종종 구덩이에 빠져 죽기도 했다. 우스타샤는 수감자들이 판자를 분리하게 하거나 물리적으로 수감자들을 구덩이에 빠뜨려 익사시킴으로써 이를 조장했다. 구덩이는 홍수와 비가 오면 넘쳤고, 수감자들의 식수가 공급되는 호수로 의도적으로 배수되기도 했다. 수감자들의 옷과 담요는 추위를 막기에는 너무 얇았고, 막사의 피난처도 마찬가지였다.[105] 옷과 담요는 거의 세탁되지 않았고, 수감자들은 한 달에 한 번 호수 물에 잠깐만 세탁할 수 있었다.[106] 겨울에는 호수가 얼어붙어 세탁이 불가능했다. 그때는 창고에 위생 설비가 설치되어 옷을 불충분하게 삶았다.
- 개인 소지품 부족: 수감자들은 소지품과 개인 의류를 빼앗겼다. 수감자들은 오직 허름한 죄수복만 지급받았다. 겨울에는 수감자들에게 얇은 "비옷"이 지급되었고, 가벼운 샌들을 만들 수 있도록 허용되었다. 수감자들에게는 0.4 리터[단위 변환: %s]%s의 "수프"를 담도록 설계된 개인 식기가 지급되었다. 식기가 없는 수감자(예: 다른 수감자에게 도난당하여 배설물 용기로 사용됨)는 음식을 받지 못했다. 대표단 방문 중에는 수감자들에게 두 배 크기의 식기와 숟가락이 지급되었다. 그때는 수감자들에게 색깔표가 지급되었다.
- 불안: 죽음에 대한 공포와 산 자와 죽은 자가 공존하는 상황의 역설은 수감자들에게 큰 영향을 미쳤다. 기본적으로 강제 수용소에서의 수감자 생활은 세 단계로 볼 수 있다. 수용소 도착, 수용소 내 생활, 그리고 석방이다. 첫 번째 단계는 수용소로 이동하는 동안 겪는 어려움으로 인한 충격이었다. 우스타샤는 도착 시 수감자들을 살해하고 신규 입소자들을 임시로 창고, 다락방, 기차 터널, 그리고 야외에 수용함으로써 이러한 충격을 더욱 부추겼다.[107]

수감자들이 수용소 생활에 익숙해진 후, 그들은 두 번째이자 가장 중요한 단계에 들어섰다. 죽음의 고뇌, 슬픔, 고난, 학대를 겪는 것이었다. 죽음의 위험은 "공개적인 처벌을 위한 공개 공연"이나 선별 과정에서 가장 두드러졌다. 이때 수감자들은 그룹으로 줄을 서고, 임의로 개인이 지목되어 다른 사람들 앞에서 죽음의 처벌을 받았다. 우스타샤는 이 과정을 연장하고, 순찰하며 질문을 하고, 수감자들을 응시하고, 그들을 선택한 다음 다른 사람을 지목함으로써 이를 더욱 강화했다. 수감자로서 사람들은 우스타샤의 범죄에 대해 적극적이거나 수동적인 방식으로 반응할 수 있었다. 활동가들은 저항 운동과 그룹을 조직하고, 음식을 훔치고, 탈출과 반란을 계획하며, 외부 세계와 접촉했다.
모든 수감자들은 어느 정도 심리적 외상을 겪었다. 음식에 대한 강박적인 생각, 편집증, 망상, 몽상, 자제력 부족 등이 있었다. 일부 수감자들은 일리야 이바노비치, 니콜라 니콜리치 박사, 주라 슈바르츠 같은 생존자들처럼 잔학 행위를 기록하려는 시도로 반응했는데, 이들은 모두 사건, 날짜, 세부 사항을 기억하고 심지어 기록하려고 노력했다. 글쓰기는 사형에 처해질 수 있었고 날짜를 추적하는 것이 극도로 어려웠기 때문에 이러한 행동은 위험했다. 슈바르츠는 한 아버지와 그의 세 아들이 글을 썼다는 이유로 살해되었다고 말했다. 증인은 작은 글씨로 종이에 자신의 기억을 적어 신발 속에 숨겼다.

### 대량 살인과 잔인성
우스타샤에 의해 야세노바츠에 1년간 수감되었던 크로아티아의 반공산주의 망명자 안테 칠리가는 야세노바츠를 아우슈비츠와 마찬가지로 "전멸"이 주된 목적인 거대한 살인 기계로 묘사했지만, "야세노바츠의 원시적인 잔혹성은 이 발칸의 아우슈비츠를 구별 짓는다"고 덧붙였다. 세르비아 유대인 공동체의 전 회장이었던 야샤 알물리에 따르면, 야세노바츠는 잔혹성 면에서 독일의 많은 수용소, 심지어 아우슈비츠보다 훨씬 더 끔찍한 강제 수용소였다.
1942년 여름 늦게, 보스니아의 코자라 지역에서 수만 명의 세르비아 민간인들이 야세노바츠로 추방되었는데, 그곳에서 NDH군은 파르티잔과 싸우고 있었다. 대부분의 남성들은 야세노바츠에서 살해되었고, 여성들은 독일의 강제 노동 수용소로 보내졌다. 어린이들은 살해되거나 가톨릭 고아원으로 흩어졌다. 생존자들의 증언에 따르면, 어린이를 위해 특별히 설계된 수용소에서 가톨릭 수녀들은 야구 방망이를 휘두르는 듯한 동작으로 아이들의 머리를 벽에 부딪혀 살해했다. 이 주장은 확인되거나 증명될 수 없었다.
1942년 8월 29일 밤, 교도관들은 누가 가장 많은 수감자를 도살할 수 있는지 내기를 벌였다. 경비원 중 한 명인 페타르 브르지차는 새로 도착한 수감자 약 1,360명의 목을 잘랐다고 자랑했다.
내기에 참여했다고 고백한 다른 사람들은 약 600명의 수감자를 죽인 안테 즈리누시치-십카와 사건에 대해 자세하고 일관된 보고를 한 밀레 프리가노비치가 있었다. 프리가노비치는 약 1,100명의 수감자를 죽였다고 인정했다. 그는 특히 부카신 만드라파라는 노인을 고문한 이야기를 상세히 설명했다. 그는 노인에게 안테 파벨리치를 축복하라고 강요했지만, 노인은 거부할 때마다 프리가노비치가 그의 귀와 코를 잘랐음에도 불구하고 거부했다. 결국, 그는 노인의 눈을 도려내고, 심장을 찢고, 목을 잘랐다. 이 사건은 니콜리치 박사가 목격했다.

#### 세르보셰크

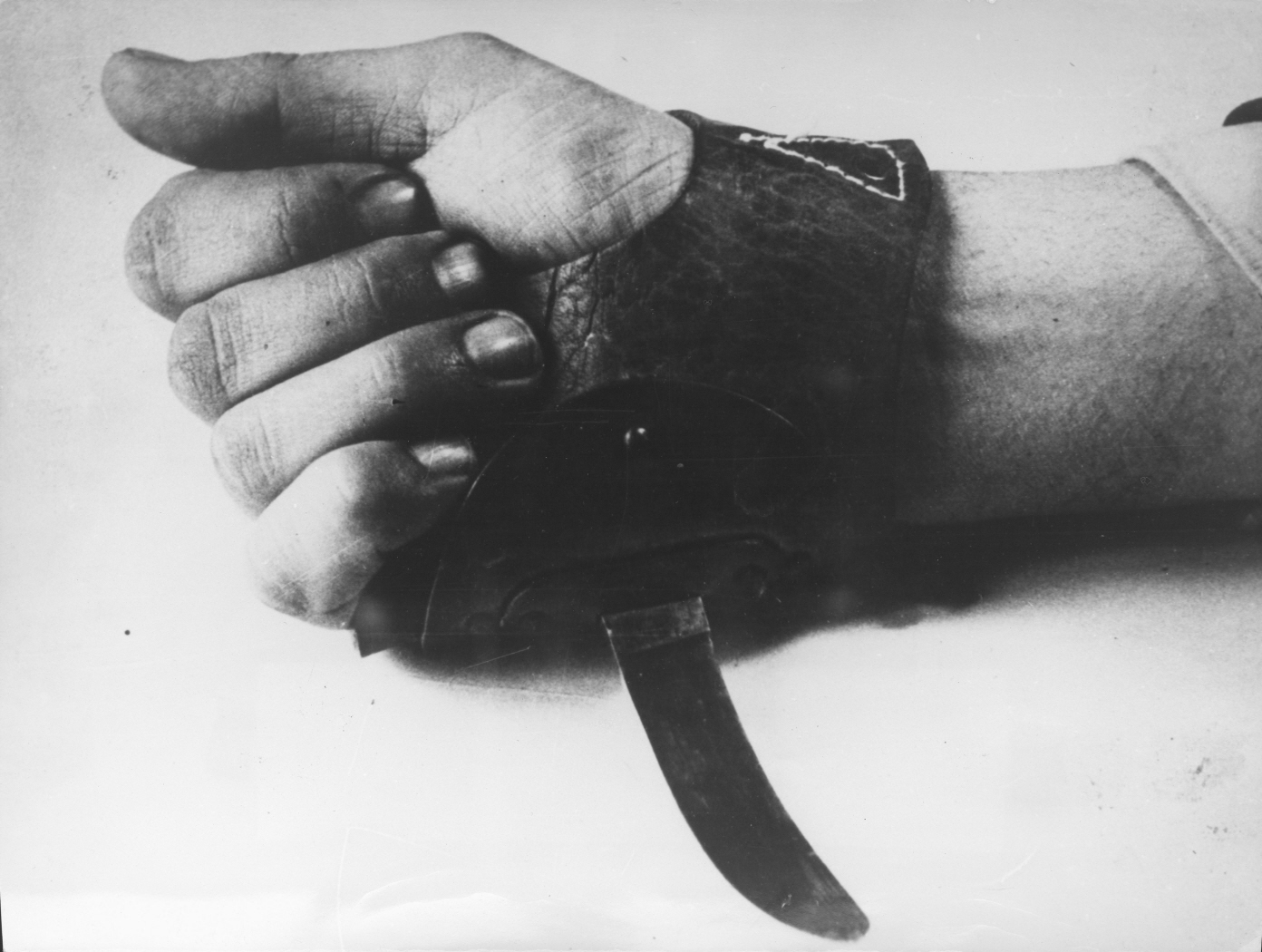
우스타샤 민병대가 야세노바츠 수감자들을 신속하게 살해하는 데 사용한 "세르보셰크" 또는 "세르비아인 자르는 칼"이라는 별명을 가진 농업용 칼을 손에 묶은 모습

우스타샤는 "세르보셰크"(틀:Lang-sr-Cyrl, 직역: 세르비아인 자르는 칼)로 알려진 칼로 수감자들을 학살했다.
이 도구는 원래 졸링겐의 독일 공장인 게브뤼더 그레프라스가 "그라비소"라는 상표로 제2차 세계 대전 이전과 도중에 제조한 일종의 밀짚 나이프였다. 칼의 윗부분은 가죽으로 만들어진 일종의 장갑 형태였으며, 엄지손가락을 구멍으로 넣어 착용하도록 설계되어 칼날만 손에서 돌출되도록 했다. 이 칼은 오목한 면에 날이 있는 구부러진 12-센티미터-long (4.7 in) 길이의 칼이었다. 칼은 구부러진 타원형 구리판에 고정되었고, 이 판은 두꺼운 가죽 팔찌에 고정되었다. 농업용으로, 탈곡 전에 밀짚 다발을 자르는 데 사용되었다. 칼은 장갑 판에 고정되어 부상을 방지하고 작업 속도를 높였다.

### 수감자들의 체계적인 멸절
간헐적인 살인과 열악한 생활 조건으로 인한 사망 외에도, 야세노바츠에 도착한 많은 수감자들은 체계적인 멸절 대상으로 예정되어 있었다. 선택의 중요한 기준은 수감자의 예상 수감 기간이었다. 노동 능력이 있고 3년 미만의 징역형을 선고받은 건장한 남성은 살 수 있었다. 그러나 무기징역이나 3년 이상의 징역형을 선고받은 모든 수감자는 신체 상태와 상관없이 즉시 처형 대상으로 지정되었다.
체계적인 멸절은 장소와 형태 모두에서 다양했다. 일부 처형은 나치 방법론을 따른 기계적인 방식이었고, 다른 일부는 수동적인 방식이었다. 기계적인 멸절 수단은 다음과 같다.
- 화장: 우스타샤는 살아있는 수감자들을 화장했는데, 때로는 약물을 투여하고 때로는 완전히 의식이 있는 상태로 화장했으며, 시체도 화장했다. 첫 화장은 1942년 1월 벽돌 공장 가마에서 이루어졌다. 크로아티아 엔지니어 도미니크 "힌코" 피칠리는 이 방법을 개선하여 7개의 가마 용광로를 전문 화장터로 개조했다.[126][127] 화장터는 사바 강 건너편의 그라디나에도 설치되었다. 그러나 주립 위원회에 따르면 "작동 여부에 대한 정보는 없다"고 한다.[128] 그러나 나중 증언에 따르면 그라디나 화장터는 작동되었다고 한다. 일부 시체는 화장되지 않고 매장되었는데, 이는 전쟁 말기에 시체 발굴을 통해 입증되었다.[왜?]
- 가스 살해 및 독살: 우스타샤는 스타라 그라디슈카에 도착하는 수감자들을 독가스로 살해하려 했다. 그들은 처음에는 시모 클라이치가 "녹색 토마스"라고 부른 가스바겐으로 자코보에서 온 여성과 어린이들을 가스 살해하려 했다.[129] 이 방법은 나중에 치클론 B와 이산화 황을 사용한 고정식 가스실로 대체되었다.[130][131][132] 야세노바츠 강제 수용소에는 가스실이 없었다.[133][134]

수동적 방법은 칼, 톱, 망치 등 날카롭거나 뭉툭한 도구를 사용하여 처형하는 방식이었다. 이러한 처형은 다양한 장소에서 이루어졌다.
- 그라니크: 그라니크는 사바 보트에서 물품을 내리는 데 사용되는 경사로였다. 1943년~1944년 겨울, 계절 농업 노동자들이 실업자가 되고, 새로운 수감자들의 대규모 수송이 도착하면서, 예상되는 추축국 패배에 비추어 청산의 필요성이 커졌다. 브예코슬라브 "막스" 루부리치는 크레인을 교수대로 사용하여 학살을 저지르고 시신을 흐르는 강물에 버릴 계획을 세웠다. 가을에 우스타샤 부사관들은 약 20일 동안 매일 밤 창고에 감금된 사람들의 이름 목록을 가지고 와서 옷을 벗기고, 쇠사슬로 묶고, 구타한 다음 "그라니크"로 데려갔다. 그곳에서 무게추가 팔에 구부러진 철사에 묶였고, 내장과 목이 잘려나갔으며, 둔한 도구로 머리를 맞고 강에 던져졌다. 이 방법은 나중에 강화되어, 수감자들을 쌍으로 등 대 등 묶어, 산 채로 강에 던지기 전에 배를 갈랐다.[135]
- 그라디나: 우스타샤는 도냐 그라디나와 우스티차 마을 인근의 비어 있는 지역을 활용하여 학살 및 대량 매장을 위해 철조망으로 둘러쳤다. 우스타샤는 칼로 희생자들을 살해하거나 망치로 머리를 부쉈다. 롬인들이 수용소에 도착했을 때, 그들은 선별 과정을 거치지 않고 "III-C"로 알려진 수용소 구역의 야외에 집중되었고, 그곳에서 롬인들은 학살 사이에 제방(남성)이나 우스티체(여성)의 옥수수밭에서 일하며 그라디나에서 청산되었다. 따라서 그라디나와 우스티차는 롬인들의 집단 무덤이 되었다. 또한 소수의 롬인들은 그라디나에서 학살에 실제로 참여한 무덤 파는 사람으로 활용되었다. 따라서 이 지역에서의 학살은 야세노바츠의 주요 학살 장소가 될 때까지 커졌다. 그라디나에서는 총 면적 10,130m2에 달하는 105개의 대량 무덤이 발견되었다.[136] 그 외에도 아직 확인되지 않은 22개의 대량 무덤이 발견되었다.[136] 별도로 우스티차에서는 1,218m2 면적의 21개 대량 무덤이 발견되었다.[137]
- 리마니 무덤. 1942년 초 그라디나에서 수감자 처형이 시작되기 전까지, 대부분의 수감자는 야세노바츠 III 수용소 내에서 살해되었다. 수용소 울타리 가까이 파인 거대한 참호에 시체를 묻기 위해 매일 수감자-무덤 파는 사람들의 특별 부대가 명령을 받았다. 리마니라고 불리는 이 지역에는 총 면적 1,175m2에 달하는 7개의 집단 매장지가 있다.[138]
- 메주스트루고비와 우스코치케 슈메. 이곳은 주로 1944년 스타라 그라디슈카에서 온 수감자들의 대량 학살 장소이다. 1946년, 4개의 집단 매장지에서 967명의 희생자(남성 311명, 여성 467명, 어린이 189명)가 발굴되었다.[139] 유해는 나중에 스타라 그라디슈카의 공동묘지에 안장되었고, 신원이 확인된 희생자들은 대부분 시르미아 지역인 출신지로 돌아갔다. 약 천 명의 추가 희생자들이 메주스트루고비 숲의 거대한 집단 무덤에 묻혀 있다.[139]
- 크라피예 크라피예(제1수용소)와 브로치체(제2수용소)가 1941년 11월에 폐쇄되었을 때, 당시 수용소에 있던 3,000명에서 4,000명의 수감자 중 약 1,500명만이 새로운 제3수용소(벽돌 공장)로 이송되었고, 나머지는 살해되었다.[140] 크라피예에서는 3개의 집단 무덤이 발견되었는데, 중앙 집단 무덤, 주로 유대인 희생자가 묻힌 두 번째 집단 무덤, 그리고 자그레브 전기 트램의 처형된 직원들이 묻힌 세 번째 대규모 무덤이 있다.[141]
- 믈라카와 야블라나츠: 제3수용소와 제5수용소의 여성과 어린이를 위한 수용 및 노동 수용소로 사용되었지만,[142] 이 두 마을 주변 시골에서 많은 여성과 어린이, 그리고 다른 집단이 처형된 장소로도 사용되었다. 믈라카 안팎에서 5개의 집단 무덤이 확인되었다.[143]
- 벨리카 쿠스타리차: 주립 위원회에 따르면, 1941년과 1942년 겨울에 이곳에서 무려 5만 명이 살해되었다고 한다.[144][더 나은 출처 필요] 그 시기와 그 이후에도 살해가 일어났음을 시사하는 증거가 있다.

우스타샤는 구금자들에게 뜨거운 못을 손톱 밑에 박고, 안구를 뽑아내는 등 신체 일부를 훼손하고, 해골이 부서지고 눈알이 튀어나올 때까지 쇠사슬을 머리에 조여매고, 열린 상처에 소금을 뿌리는 등 광범위한 고문과 살해 방법을 사용했다. 여성들은 강간을 당하고, 유방이 절단당했으며, 임신한 여성들은 자궁이 잘려나갔다. 이러한 훼손되고 살해된 시신 중 다수는 인접한 강에 버려졌다. 우스타샤는 자신들이 저지른 범죄에 자부심을 느꼈고, 세르브인 희생자들의 눈알과 혀를 잘라 만든 목걸이를 착용했다.

### 수감자 지원
1942년 7월, 디아나 부디사블리예비치는 독일 장교 알베르트 폰 코치안의 도움으로 스타라 그라디슈카 강제 수용소에서 아이들을 데려갈 수 있는 서면 허가를 얻었다. 그녀는 카밀로 브레슬러를 포함한 사회복지부의 도움을 받아 아이들을 수용소에서 자그레브와 다른 곳으로 옮길 수 있었다.
적십자사는 나치 점령 유럽의 박해받는 사람들을 불충분하게 도왔다는 비난을 받았다. 지역 대표인 율리우스 슈미들린은 재정 지원을 구하는 유대인 공동체로부터 연락을 받았다. 이 단체는 수용소에서 유대인들을 석방하는 데 도움을 주었고, 심지어 야세노바츠 수용소 방문과 관련하여 크로아티아 정부와 논의하기도 했다. 이 요청은 결국 1944년 7월에 허가되었다. 수용소는 대표단 도착에 대비하여 준비되었기 때문에 아무런 죄를 입증할 증거도 발견되지 않았다. 수감자 저항 단체는 우스타샤 내부의 연락책들로부터 도움을 받았다. 이 그룹 중 하나는 가죽 공장에서 활동하고 있었는데, 우스타샤인 마린 유르체프 박사와 그의 아내의 도움을 받았다. 이들은 나중에 딘코 샤키치의 명령으로 이 일로 교수형에 처해졌는데, 수감자들과 공모하거나 협력한 우스타샤는 모두 처형되었다.

## 수용소의 종말

### 시체 소각
존더악치온 1005와 마찬가지로, 전쟁 말기에 우스타샤는 야세노바츠에서 자신들의 범죄 증거를 파괴하려고 했다. 수용소에 살아남은 몇 안 되는 수감자들 중 최소 네 명—미로슬라브 트라우트만, 칼 바이스, 발터 그륀, 에곤 베르거—모두 우스타샤가 야세노바츠에서 시체를 발굴하여 소각했다고 증언했다. 발터 그륀은 다음과 같이 증언했다. "수용소의 모든 기름과 나무들은 그라디나 [야세노바츠의 주요 학살지 중 하나]로 옮겨졌다. 이 나무들로 구이대가 세워졌고, 그 위에 발굴된 시체들이 던져지고, 기름이 뿌려진 다음 소각되었다." 야세노바츠 수용소 사령관인 미로슬라브 필리포비치와 류보 밀로시는 모두 우스타샤가 야세노바츠의 모든 대량 무덤 증거를 완전히 파괴하라는 명령을 내렸음을 확인했으며, 밀로시는 또한 그 과정을 다음과 같이 묘사했다. "현장 주변에 강력한 경비가 설치되었고, 건강한 수감자들이 수용소에서 끌려와 시체를 파내 한 특정 장소에 쌓아놓고 휘발유나 기름으로 완전히 태웠다."
이러한 대규모 시체 소각은 전쟁 후 위원회에 의해 확인되었는데, 야세노바츠에서 선별적인 발굴 작업을 수행한 결과 대부분의 장소에서 "재와 불에 탄 뼈 잔해"가 발견되었지만, 완전한 상태의 대규모 무덤도 일부 발견되었는데, 그중 하나에는 189구의 시체가 있었고, 대부분 머리가 부서져 있었으며, 14세 미만 어린이 51명도 포함되어 있었다.

### 마지막 숙청과 탈출
1945년 4월 7일 현재, 수용소에는 약 3,500명의 수감자가 남아 있었다. 사라예보에서 철수한 후, 막스 루부리치는 많은 추가 포로 민간인들을 데려왔고, 이들은 즉시 살해되었다. 4월 15일과 16일, 레포글라바 감옥이 비워지면서, 우스타샤는 1,590명의 수감자들을 야세노바츠로 보냈고, 이들은 모두 살해되었다. 4월 19일, 루부리치는 수용소를 파괴하라는 명령을 내렸다. 우스타샤는 먼저 남아 있는 의료진과 병자들을 살해했고, 이어서 그때까지는 목숨을 건졌던 많은 숙련공들을 살해했다.
파르티잔이 빠르게 접근하자, 1945년 4월 21일, 우스타샤는 야세노바츠에 남아 있던 700~900명의 여성들을 살해했다. 그 후 남은 남성 수감자는 약 1,073명으로 추정되었고, 4월 21일~22일 밤 그들은 탈출을 감행하기로 결정했다. 4월 22일, 600명의 수감자들이 반란을 일으켰지만, 이 중 92명만이 탈출에 성공했고, 나머지는 모두 살해되었다. 반란 당일 우스타샤는 탈출하지 않기로 선택한 남은 460명의 수감자들을 살해했으며 나중에 건물, 경비실, 고문실, "피칠리 용광로" 등 수용소의 모든 구조물을 불태웠다. 5월에 수용소에 진입한 파르티잔은 오직 폐허, 그을음, 연기, 그리고 수백 명의 희생자들의 유골만을 발견했다.
전쟁 후, 독일, NDH, 슬로베니아, 체트니크 포로들이 파괴된 수용소로 끌려와 건물 자재를 추출했는데, 여기에는 수용소를 둘러싸고 있던 two-킬로미터-long (1.2 mi) 길이, four-미터-high (13 ft) 높이의 벽돌담도 포함되었다. 당국은 추출된 벽돌과 기타 건축 자재를 지역 주민들에게 주택 및 정착지 재건을 위해 기증했다.

## 희생자 수
대부분의 현대 출처는 야세노바츠 강제 수용소의 희생자 수를 약 10만 명으로 추정한다. 크로아티아 유대인 역사가 이보 골드슈타인은 희생자 추정치가 우스타샤가 자신들의 범죄를 은폐하기 위해 최선을 다했기 때문에 복잡하다고 지적한다. 많은 희생자들이 수용소에 등록되지 않은 채 직접 처형 장소로 끌려갔다. 그들은 또한 가지고 있던 등록 파일도 파괴했다. 셀 수 없는 희생자들이 사바 강에 던져지거나, 수용소 내 화장터에서 죽거나 살아있는 채로 소각되었다. 전쟁 말기에는 대규모 발굴 및 시체 소각으로 증거가 더욱 파괴되었다.
야세노바츠 추모관은 2013년 3월까지 수집된 83,145명의 야세노바츠 희생자 명단을 보유하고 있으며, 여기에는 세르브인 47,627명, 롬인 16,173명, 유대인 13,116명, 크로아티아인 4,255명, 보스니아 무슬림 1,128명, 슬로베니아인 266명 등이 포함된다. 83,145명의 명명된 희생자 중 20,101명은 14세 미만 어린이이고, 23,474명은 여성이다. 이 명단은 업데이트될 수 있다. 2007년에는 69,842개의 항목이 있었다. 이보 골드슈타인 또한 83,811명의 희생자 명단과 함께 "10~20%는 여전히 누락되었을 수 있다"고 언급하며 동일한 대략적인 총계 수치를 인용한다. 진행 중인 연구가 계속되고 있기 때문이다.
미국 홀로코스트 기념관은 1941년부터 1945년 사이에 우스타샤가 야세노바츠에서 7만 7천 명에서 9만 9천 명의 사람들을 살해했다고 추정한다. 여기에는 "자칭 크로아티아 독립국의 세르브인 주민 4만 5천 명에서 5만 2천 명, 유대인 1만 2천 명에서 2만 명, 롬인(집시) 1만 5천 명에서 2만 명, 정권의 정치적 반대자였던 크로아티아계와 무슬림 5천 명에서 1만 2천 명"이 포함된다. 박물관 웹사이트는 "유고슬라비아, 크로아티아, 그리고 야세노바츠의 희생자 수를 결정하는 것은 매우 문제가 많다. 이는 많은 관련 문서의 파괴, 살아남은 문서에 대한 독립 학자들의 장기간 접근 불가능, 그리고 전후 당파적 학문 및 언론의 이념적 의제 때문이다"라고 명시하고 있다. 이러한 이념적 의제는 희생자 수의 극심한 과장부터 완전한 축소 및 부정에 이르기까지 광범위한 추정치를 낳았다. 제2차 세계 대전 이후, 학자들과 홀로코스트 기관들은 야세노바츠에서 살해된 희생자 수에 대해 110만 명에서 3만 명에 이르는 다양한 추정치를 제시해 왔다. 역사가 토미슬라프 둘리치는 이전에 자주 인용되었던 야세노바츠의 70만 명이라는 숫자에 이의를 제기했지만, 추정치 10만 명의 희생자도 여전히 제2차 세계 대전 중 유럽에서 가장 큰 수용소 중 하나로 만든다고 언급했다.
대부분의 학자들은 그 이후로 롬인 사망자 수를 25,000~27,000명으로 정착시켰지만, 전전 및 전후 인구 조사에서 롬인 등록 문제로 인해 여전히 불확실성이 남아 있다. 역사학자들 간의 정확한 희생자 수에 대한 의견 불일치에도 불구하고, 롬인 공동체 전체가 우스타샤에 의해 거의 전멸되었다는 사실에는 의심의 여지가 없다.

### 전중 자료

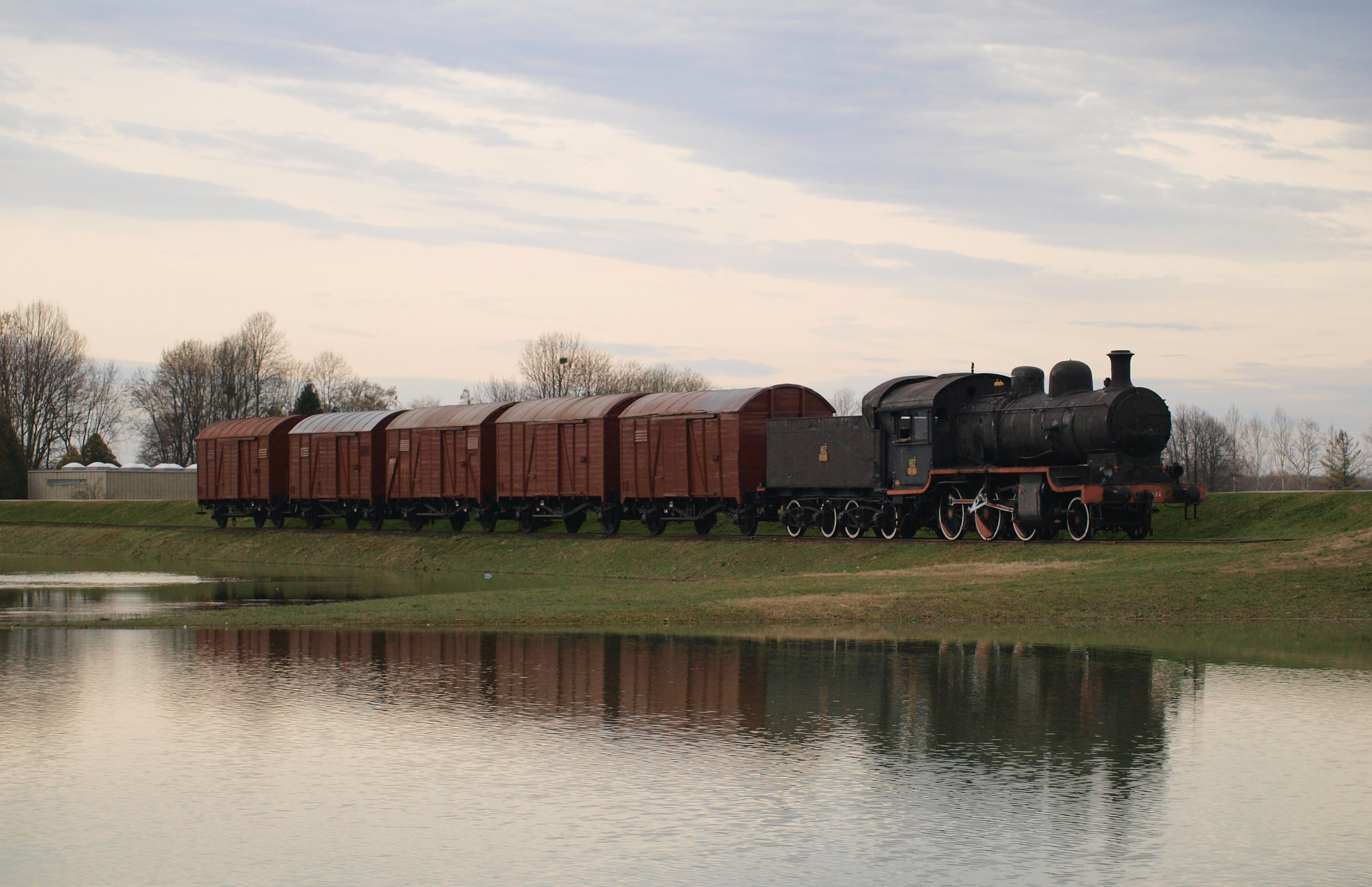
수감자들을 야세노바츠로 실어 날랐던 기차

야세노바츠 당시의 문서는 유고슬라비아 전쟁의 여러 측면에서 비롯된다. 한편으로는 독일과 이탈리아, 다른 한편으로는 파르티잔과 연합국에서 비롯된다. 또한 우스타샤 자체와 바티칸의 문서에서도 비롯된 자료들이 있다.
독일 고위 장교들은 전체 크로아티아 독립국에서 우스타샤가 25만 명(1943년 3월 기준)에서 70만 명의 세르브인을 살해했다고 추정했다. 특히 야세노바츠에 대해, 나치 정보 기관인 SS전국지도자 보안국은 모든 우스타샤 강제 수용소의 책임자였던 브예코슬라브 루부리치에 대한 보고서에서 우스타샤가 야세노바츠에서 12만 명, 스타라 그라디슈카에서 8만 명, 다른 우스타샤 강제 수용소에서 2만 명을 살해했다고 명시했다. 호르스테나우 장군은 야세노바츠 경비원들이 인근 크르크베니 복 마을의 세르브인 주민들을 수용소로 몰아넣은 후 벌어진 학살의 여파로 수용소에서 죽어가는 아이들을 목격한 이야기를 다음과 같이 묘사했다.

크르크베니 복(Crkveni Bok)은 불행한 곳으로, 약 500명의 15세에서 20세 사이의 불량배들이 우스타샤 중령의 지휘 아래 내려와 어디에서나 사람들이 살해당하고, 여성들은 강간당한 후 고문당해 죽었고, 아이들도 살해당했습니다. 저는 사바강에서 눈이 파헤쳐지고 성기에 말뚝이 박힌 젊은 여성의 시신을 보았습니다. 이 여성은 이 괴물들의 손에 들어갔을 때 기껏해야 20살이었습니다. 사방에서 돼지들이 묻히지 않은 인간의 시신을 먹어치웠습니다. "운 좋은" 주민들은 끔찍한 화물차에 실려갔습니다. 이 비자발적인 "여행자"들 중 많은 이들이 수용소로 가는 도중에 혈관을 잘랐습니다 [야세노바츠]
우스타샤는 자신들이 살해한 사람들의 수에 대해 더 과장된 추정치를 제시했다. 모든 크로아티아 수용소의 총사령관이었던 브예코슬라브 루부리치는 1942년 10월 9일 열린 기념식에서 야세노바츠 수용소의 뛰어난 "효율성"을 발표했다. 이어진 만찬에서 그는 다음과 같이 보고했다.
우리는 오스만 제국이 유럽을 점령하는 동안 죽인 사람들보다 더 많은 사람들을 야세노바츠에서 학살했습니다.
우스타샤 총사령부의 회람에는 "야세노바츠의 강제 노동 수용소는 무제한의 수감자를 수용할 수 있다"고 명시되어 있다. 같은 맥락에서 미로슬라브 필리포비치는 유고슬라비아군에 포로로 잡힌 후, 자신이 3개월 동안 행정관으로 재직하는 동안 2만에서 3만 명이 사망했다고 인정했다. 그의 고백이 야세노바츠에서 저지른 범죄의 규모를 다소 축소하려는 시도였음이 분명해졌고, 그가 개인적으로 100명을 살해했다는 주장이 극히 과소평가되었기 때문에, 필리포비치의 수치는 일부 출처에서 3만~4만 명으로 재평가된다. 미로슬라브 필리포비치는 1942년 여름~초가을 야세노바츠 사령관이었는데, 이때 학술적 합의에 따르면 우스타샤는 2만 5천~2만 7천 명의 롬인을 학살했으며, 거의 전부 야세노바츠에서 학살되었고, 다른 민족 집단의 대량 학살도 진행 중이었다.
야세노바츠 수용소 사령관인 미로슬라브 필리포비치와 류보 밀로시는 모두 전쟁이 끝나기 직전 우스타샤가 야세노바츠의 모든 대량 무덤 증거를 완전히 파괴하라고 명령했으며, 이는 남아있는 수감자들에게 시체를 파내 소각하도록 강요하는 방식이었다고 증언했다. 이는 나치가 했던 일, 즉 크로아티아 독립국 영토의 사이미슈테 강제 수용소에서도 벌어졌던 일과 유사하다. 야세노바츠에서의 대규모 시체 소각은 많은 야세노바츠 생존 수감자들에 의해 별도로 증언되었고, 전후 발굴 작업에서도 많은 장소에서 재와 불에 탄 뼈 잔해만이 발견됨으로써 확인되었다.
알로이지예 스테피나츠는 1942년 11월 야세노바츠 마을에 가톨릭 사제로 유레 파르시치를 임명했다. 파르시치는 우스타샤의 대의에 공감했고, 대부분의 희생자가 살해된 후에 야세노바츠에 도착했지만, 그는 여전히 우스타샤가 야세노바츠에서 3만에서 4만 명을 살해했다고 추정했다. 1985년 독일에 쓴 글에서 그는 마을 전체가 수용소에서 무슨 일이 일어나는지 알았으며, "아이들조차도 알아야 할 것보다 더 많이 알고 있었다"고 말했다. 우스타샤 경비원들에게 고해성사에서 들은 바에 따르면, 파르시치는 "자신이 예상했던 것보다 훨씬 더 끔찍한 일들"을 알게 되었으며, "피를 묻히지 않은 경비원은 거의 없었을 것"이라고 덧붙였다. 그러나 파르시치는 이 정보를 고해성사에서 들었기 때문에 "이 정보를 무덤까지 가져갈 것"이라고 말했다.
유레 파르시치는 자신이 스테피나츠 대주교에게 야세노바츠에서 발견한 사실을 상세히 알렸고, 이에 대해 스테피나츠가 "눈물을 흘렸다"고 기록했다. 우스타샤가 야세노바츠에서 슬로베니아 가톨릭 사제 7명을 살해한 후, 스테피나츠는 1943년 2월 24일 안테 파벨리치에게 이는 “수치스러운 오점이며 복수를 부르는 범죄이며, 야세노바츠 전체가 크로아티아 독립국의 수치스러운 오점”이라고 편지를 썼다.
1942년 6월, 영향력 있는 가톨릭 신학자 오귀스탱 유레티치 몬시뇰은 다음과 같이 썼다. "야세노바츠의 강제 수용소는 진정한 도살장이다. 당신은 국가정치총국이나 게슈타포에서도 '우스타샤'가 저지른 것과 같은 끔찍한 일들을 어디에서도 읽지 못했을 것이다....야세노바츠 이야기는 우스타샤 정권의 가장 검은 페이지이다. 수천 명의 사람들이 그곳에서 살해당했기 때문이다."
야세노바츠 수감자 밀코 리퍼와 에곤 베르거는 "수십만 명"의 희생자에 대해 썼다. 조르제 밀리샤는 또한 1945년에 직접적인 증언을 발표했다. 롬인들은 모두 동시에 끌려와 다른 수감자들이 볼 수 있는 야외의 철조망 구역에 감금되었고, 두어 달 안에 모두 살해되었다. 롬인 희생자에 대한 1차 자료 추정치는 과장된 것으로 보인다. 2만 명(리퍼, 155쪽)에서 4만 명(밀리샤 1945년 59~61쪽, 139~142쪽)에서 4만 5천 명(베르거 1966년, 67쪽)까지 다양하다. 리퍼는 또한 다른 추정치가 더 어려운 이유를 언급했는데, 많은 희생자들이 수용소에 들어가기도 전에 살해되어 등록되지 않았고, 범죄를 숨기기 위해 우스타샤가 수용소 기록을 불태웠기 때문이다.
반공산주의자이자 반유고슬라비아 정치 망명자이자 전 야세노바츠 수감자인 안테 칠리가는 야세노바츠를 "거대한 기계"로 묘사하며, 그 유일한 목적은 "일부는 들어오자마자 살해되고, 다른 일부는 시간이 지남에 따라 살해되는 것"이라고 했다. 그는 그라디나를 주요 학살지로 지목하며, "우리의 스틱스—강을 건너 그라디나로 발을 들여놓은 자는 산 자들 사이로 돌아오지 못했다"고 말했다. 그는 또한 야세노바츠 III C 하위 수용소 수감자들의 평균 수명이 2주였다고 말했으며, 하위 수용소에서 탈출하려던 롬인들의 대규모 처형을 목격했다고 묘사했다. 그와 다른 수감자들은 야세노바츠의 수용 인원이 3,000명에서 5,000명으로 유지되었으며, 그 수를 초과하여 수용소로 끌려온 모든 사람들은 지속적으로 살해되었다고 언급했다. 칠리가와 다른 사람들은 극심한 기아로 인해 수감자들이 죽은 동료들을 먹는 식인 행위가 수용소에서 발생했다고 묘사했다.

### 전후 희생자 수 추정치
전후 유고슬라비아와 이후 독립 크로아티아 및 세르비아에서 야세노바츠 희생자 추정치는 격렬한 이념적 논쟁의 대상이 되었으며, 초기에는 과장된 추정치가 나왔고, 나중에는 희생자 수의 축소 및 우스타샤 범죄의 전면 부정이 뒤따랐다. 야세노바츠에서 저질러진 범죄의 규모는 유기적으로나 국가 후원 선전을 통해 희생자 담론의 패러다임이 되었고, 이는 다시 패러다임이 자체적인 생명을 얻어 수많은 조작으로 이어졌다.
요시프 브로즈 티토의 새로운 유고슬라비아 정부가 의뢰한 크로아티아 국립위원회(National Committee of Croatia)의 1945년 11월 15일 점령군 및 협력자 범죄 조사 보고서에 따르면, 야세노바츠에서 50만에서 60만 명이 살해되었다고 한다. 이 보고서는 생존자들의 증언과 일반적인 추정치에 기반을 두었기 때문에 방법론적인 결함이 있었다.
1946년 점령군 및 그 협력자들의 범죄 조사를 위한 크로아티아 국립 위원회는 다음과 같이 결론지었다.
사람들을 미리 정해놓고 비인간적으로 고문하고 학살한 이러한 방식은 역사상 기록된 적이 없습니다. 우스타샤 범죄자들은 자신들의 독일 주인들의 모델을 정확히 따랐고, 모든 명령을 가장 의식적으로 실행했으며, 단 하나의 목표를 추구했습니다: 가능한 한 많은 우리 국민을 전멸시키고, 자신들을 위한 가능한 한 넓은 생활 공간을 만드는 것입니다. 우스타샤의 독일 주인에 대한 전적인 의존, 수용소 자체의 설립, "불충한 자들"의 파견, 히틀러의 인종차별주의적인 나치 이론의 잔인한 실행, 그리고 인종적으로나 민족적으로 "불순한" 자들의 수용소로의 추방 및 전멸, 우스타샤의 잔인성의 작은 변종을 가진 동일한 고문 및 잔혹 행위 방법, 용광로 건설 및 용광로에서의 희생자 소각 (피칠리 용광로) — 이 모든 증거는 야세노바츠와 그곳에서 저질러진 범죄가 독일의 레시피에 따라, 독일 히틀러의 명령에 따라 우스타샤 하수인들에 의해 실행되었다는 결론을 가리킵니다. 따라서 야세노바츠의 범죄에 대한 책임은 독일 주인과 우스타샤 처형자들에게 동등하게 있습니다.
1945년 수치는 1990년 홀로코스트 백과사전에 이스라엘 구트만과 메나헴 셸라흐 연구자들이 인용했다. 셸라흐는 약 30만 구의 시신이 발견되고 발굴되었다고 썼다. 지몬 비젠탈 센터의 관용 박물관 웹사이트는 한때 60만 명이라는 숫자를 채택했다.
1964년, 유고슬라비아 연방 통계청은 597,323명의 이름이 포함된 제2차 세계 대전 희생자 명부를 작성했으며, 20~30%의 누락이 추정되어 75만에서 78만 명의 희생자가 발생했다고 밝혔다. 20만 명의 "협력자 및 퀴즐링"이 살해되었다는 추정치를 더하면 총 희생자 수는 약 100만 명에 달한다. 이 명부는 1964년에 국가 기밀로 선언되었다가 1989년에야 공개되었다. 전쟁 후, 70만 명이라는 숫자는 "일반적인 통념"을 반영했다.
1964년 희생자 인구조사에 따르면, 야세노바츠에서 49,874명, 스타라 그라디슈카에서 9,587명, 그라디나에서 128명 등 총 59,589명이 사망했다. 조사 결과에 따르면, 야세노바츠에서 사망한 인원은 59,188명으로 훨씬 적었으며, 그 중 33,944명이 세르브인으로 기록되었다.
1946년에 스타라 그라디슈카 하위 수용소의 희생자 967명(남성 311명, 여성 467명, 어린이 189명)이 우스코치케 슈메의 4개 집단 무덤에서 발굴되었다. 유해는 나중에 스타라 그라디슈카의 공동묘지에 안장되었고, 신원이 확인된 희생자들은 주로 시르미아 (스리옘/스렘) 지역인 출신지로 돌려보내졌다. 약 천 명의 추가 희생자들이 메주스트루고비 숲의 거대한 집단 무덤에 묻혀 있다. 이 희생자들은 발가벗겨진 채 서로 엉켜 구덩이에 버려졌으며, 시신의 상태와 위치 때문에 발굴 및 신원 확인이 불가능했다.
1961년 11월 16일, 보산스카 두비차의 전 파르티잔 지방 위원회는 돈야 그라디나 지역에서 비공식 조사를 조직했으며, 법의학 전문가가 아닌 지역 주민들이 주도했다. 이 조사에서 세 개의 집단 무덤이 발견되었고, 그 중 한 곳에서 17개의 인간 두개골이 확인되었다. 이에 대응하여 과학자들이 현장을 확인하기 위해 호출되었다. 알로이즈 셰르첼 박사는 가장 가능성 있는 무덤 위치를 확인하기 위한 예비 시추를 시작했으며, 그 후 1964년 6월 22일부터 27일까지 류블랴나 대학교의 비다 브로다르와 안톤 포가치니크, 그리고 노비사드 대학교의 스르볼류브 지바노비치가 야세노바츠에서 시체 발굴 및 샘플링 방법을 사용하여 조사를 수행했다.
붙잡힌 우스타샤와 우스타샤 수용소에서 살아남은 몇 안 되는 수감자들의 증언과 일치하게, 전 강제 수용소 안팎의 현장 발굴은 전쟁이 끝나기 전에 시체를 대량 소각한 증거를 보여주었다. 일부 지역에서는 과학자들이 재와 불에 탄 뼈 잔해만을 발견했다. 그들은 또한 총 7개의 집단 무덤을 발견했는데, 이 무덤에는 총 284명의 희생자 유해가 있었고, 그중 한 집단 무덤에는 197구의 시신이 있었는데, 이 중 51명은 14세 미만 어린이였고, 123명은 여성이었다. 이 시체들 중 상당수, 특히 어린이들은 머리뼈가 여러 곳에서 금이 가고 부러지고 깨지는 등 둔기 외상 증거를 보였다. 과학자들은 야세노바츠 전체 단지에 약 200개의 유사한 장소가 있을 수 있다고 결론 내렸다.
야세노바츠 추모관은 현재까지 160개 이상의 집단 매장지가 발견되었으며, 그중 105개는 그라디나에 위치하고 총 면적은 10,130m2라고 밝혔다. 같은 장소에서 추가로 22개의 집단 매장지가 발견되었고, 롬인과 세르브인 여성 및 어린이를 위한 수용소였던 우스티차에서는 1,218m2 면적의 21개의 집단 매장지가 추가로 발견되었다. 야세노바츠 III 수용소 부지 내 리마니에서는 총 면적 1,175m2에 달하는 7개의 집단 매장지가 위치한다. 주로 유대인 희생자들이 묻힌 크라피예에서는 추가로 3개의 집단 매장지가 발견되었다. 주로 세르브인 여성과 어린이들이 갇히고 살해된 야블라나츠와 믈라카에서는 5개의 집단 매장지가 발견되었다. 우스코치케 슈메에서는 947구의 유해가 발굴된 4개의 추가 집단 매장지가 발견되었으며, 메주스트루고비에서는 약 1,000구의 시신이 있는 하나의 큰 집단 매장지가 발견되었다.
<보이나 엔치클로페디야>(Vojna enciklopedija, 1972) 2판은 국가 범죄 위원회의 수치인 1943년까지 야세노바츠에서 60만 명의 희생자가 발생했다는 내용을 재수록했다. 1983년 8월, 파르티잔 장군 벨리미르 테르지치는 최신 자료에 따르면 야세노바츠에서 최소 100만 명의 세르브인이 살해되었다고 주장했다. 소설가 밀란 D. 밀레티치(1923~2003)는 그 수가 100만 명 이상일 것으로 추측했다. 문서 자료와 수감자 및 수용소 관리들의 정보, 그리고 공식 전쟁 범죄 위원회의 정보에 기초하여, 기록 보관자 안툰 밀레티치는 자료에서 60만~70만 명의 희생자를 추정했으며, 대부분이 세르브인이라고 인용했다.
1970년대 유고슬라비아에서 출판된 고등학교 역사 교과서 분석에 따르면, 모든 교과서가 우스타샤 범죄에 대해 1~2개 단락을 할애했지만, 당시 공화국별로 희생자 추정치에 상당한 차이가 있었다. 주요 1970년대 크로아티아 역사 교과서는 야세노바츠 희생자 수를 가장 낮게("수천 명") 추정했지만, 세르비아 교과서는 "수십만 명"이라고 썼고, 보스니아 교과서는 80만 명의 희생자를 언급했다.
베오그라드 군사 기록보관소 연구원인 안툰 밀레티치는 1979년부터 야세노바츠에 대한 자료를 수집해왔다. 1999년까지 그의 명단에는 77,200명의 희생자 이름이 포함되어 있었으며, 그 중 41,936명이 세르브인이었다.
1980년대에는 세르비아 통계학자 보고류브 코초비치와 크로아티아 경제학자 블라디미르 제르야비치가 유고슬라비아 전체의 희생자 수가 당시 공식 추정치인 170만 명보다 적은 약 100만 명이라고 주장했다. 코초비치는 이 중 크로아티아 독립국에서 37만에서 41만 명의 세르브인이 사망했으며, 그 중 4만 5천~5만 2천 명이 야세노바츠에서 사망했다고 추정했다. 제르야비치는 NDH에서 32만 2천 명의 세르브인이 사망했으며, 그 중 5만 명이 야세노바츠에서 살해되었다고 추정했다. 코초비치와 제르야비치 모두 야세노바츠에서의 총 사망자 수를 8만 3천 명으로 추정했으며, 제르야비치의 수치에는 유대인, 롬인, 크로아티아인, 보스니아 무슬림뿐만 아니라 세르브인도 포함된다. 그의 수치에 따르면 캠프에서 1만 3천 명의 유대인, 약 1만 명의 크로아티아인, 1만 명의 롬인 및 기타 민족이 사망했다. 블라디미르 제르야비치에 따르면, 사망자 수는 약 8만 5천 명으로, 각각 세르브인 5만 명, 유대인 1만 3천 명, 크로아티아인 1만 명, 롬인 1만 명, 무슬림 2천 명이다.
1985년 10월, 세르비아 과학 예술 아카데미의 조사단이 블라디미르 데디예르의 지휘 아래 야세노바츠를 방문하여 기록을 작성했는데, 기록 작성자 안툰 밀레티치는 1961년 발굴을 언급했지만, 확인된 희생자 수를 550,800명으로 잘못 인용했다. 그들은 또한 1964년 발굴을 언급하며, 그라디나에 366,000명의 희생자 유해가 있다고 추가 설명 없이 추정했다.
1989년 11월, 지바노비치는 텔레비전에서 자신들의 연구 결과 희생자 수가 50만 명을 넘어섰으며, 70만~80만 명이 현실적인 추정치라고 주장하면서 모든 집단 무덤에 800개의 유골이 있었다고 밝혔다. 비다 브로다르는 그 발언에 대해 논평하며, 자신들의 연구는 희생자 수를 산출한 적이 없으며, 이 수치들은 지바노비치의 조작이라고 말하며 연구 기록 사본을 증거로 제시했다. 크로아티아 역사가 젤코 크루셸은 지바노비치를 공개적으로 비판하며 사기꾼이라고 비난했다.
1980년대와 1990년대 초반, 70만에서 120만 명의 희생자가 많은 세르비아 출판물에서 세르비아 과학 예술 아카데미 각서 프로그램의 일부이자 슬로보단 밀로셰비치 정책의 일부로 강조되었다. 1997년, 베오그라드의 군사 기록 보관소 소장 안툰 밀레티치는 야세노바츠의 희생자 수가 110만 명이라고 주장하며 제르야비치의 연구를 비판했다. 제르야비치를 비판한 또 다른 인물인 베오그라드 집단 학살 희생자 박물관의 전 관장이었던 밀란 불라이치는 그 수가 70만~100만 명 범위라고 주장했다. 불라이치는 자신의 추정치를 전적으로 생존자들의 증언에 기반했으며, 숫자를 면밀히 조사하지 않아 통계적으로 불가능한 주장까지 했다. 1997년, 베오그라드 집단 학살 희생자 박물관은 야세노바츠에서 사망한 유대인 희생자 10,521명의 전체 이름을 확인했다.
베오그라드 집단 학살 희생자 박물관은 수용소 희생자 수를 70만~100만 명으로 지지했으나, 2002년부터는 그러지 않았다. 불라이치가 은퇴한 후, 박물관 연구원 드라간 츠베트코비치는 크로아티아 공동 저자와 함께 전쟁 시기 손실에 대한 책을 출판했는데, 야세노바츠의 희생자 수를 약 10만 명으로 제시했다. 2013년 츠베트코비치는 당시 명단에 포함된 8만 8천 명의 이름을 기준으로 야세노바츠의 총 사망자 수를 12만 2천~13만 명으로 추정했다.
프라뇨 투지만 크로아티아 미래 대통령은 1989년 자신의 저서에서 야세노바츠 희생자가 3만~4만 명에 불과하다고 주장했지만, 그 수치를 어떻게 얻었는지는 설명하지 않았다. 그는 또한 "대부분의 희생자는 집시, 그 다음은 유대인, 세르브인"이라고 주장하며, 세르브인을 세 번째로 놓았는데, 모든 신뢰할 수 있는 출처는 세르브인이 가장 많은 희생자였다고 명시한다. 이 책은 야세노바츠 희생자 수를 축소하고 우스타샤 살인자들의 죄책감을 경시했다는 이유로 전 세계적인 비판을 받았다. 투지만은 야세노바츠가 유대인에 의해 운영되었고, 600만 명의 유대인 홀로코스트 희생자 추정치가 과장되었으며, 유대인이 민족 청소를 발명했다고 주장하면서 유대인들을 집단학살과 다른 비행으로 비난했다. 데이비드 브루스 맥도널드는 "투지만의 극단적인 도덕적 상대주의에서 드러난 것은 야세노바츠와 실제로 세계사에서 홀로코스트의 본질적인 중요성이었다"고 썼다.
유고슬라비아의 붕괴 기간 동안, 크로아티아 측은 희생자 수를 상당히 줄여서 공개적으로 제안하기 시작했다. 1991년, 새로운 크로아티아 정부는 전쟁 및 전후 희생자 규명 위원회를 설립했는데, 최종 보고서에서 야세노바츠 희생자는 2,238명에 불과했으며, 크로아티아 전체의 유대인 희생자는 293명에 불과하다고 밝혔다. 나중에 위원회 위원장이자 전 헌법재판소 판사였던 비체 부코예비치는 "야세노바츠 수용소는 유대인들이 운영했고, [NDH] 국가는 경비만 제공했다"고 주장했다.
1998년, 보스니아 연구소는 (1992년에 작성된) 유고슬라비아 사회주의 연방 공화국의 야세노바츠 수용소 전사자 최종 명부를 발표했다. 이 명부에는 야세노바츠의 희생자 49,602명의 이름이 포함되어 있었는데, 그 중 세르브인 26,170명, 유대인 8,121명, 크로아티아인 5,900명, 롬인 1,471명, 보스니아 무슬림 787명, 민족을 알 수 없는 6,792명, 그리고 "기타"로만 기재된 일부가 있었다.
1998년, 크로아티아 국립기록원은 전시 범죄 국가 위원회의 부분적인 원본 데이터가 담긴 공책이 발견되었다고 발표했다. 이 공책에는 크로아티아 인민 공화국 영토에서 발생한 야세노바츠 희생자 수가 15,792명으로 기록되어 있었으며, 연도별 희생자는 1941년 2,891명, 1942년 8,935명, 1943년 676명, 1944년 2,167명, 1945년 1,123명이었다. 이 공책은 일반적으로 불완전하다고 묘사되었는데, 특히 야세노바츠 기록이 그러했다. 그러나 이 수치는 공책에 언급된 다른 모든 희생자 수가 국가 위원회에서 발표된 다른 문서들의 수치와 일치했기 때문에 신뢰할 수 있는 것으로 간주되었다.
크로아티아 독립 전쟁 이후 크로아티아 정부가 후원하는 박물관 기관인 야세노바츠 추모관은 현재 연구에 따르면 희생자 수가 8만에서 10만 명 사이라고 밝혔다. 크로아티아에서는 야세노바츠 희생자 수를 크게 축소하거나, 유대인, 세르브인, 롬인 대량 학살 장소라는 사실 자체를 완전히 부정하려는 수정주의적 시도가 있어왔으며, 대신 야세노바츠가 단순한 "노동 수용소"였다고 주장한다. 이러한 시도 중 일부는 크로아티아 가톨릭 교회, 국영 언론, 일부 정치인들의 지지를 받았고, 심지어 국가 자금까지 지원받았다.

## 추모 장소

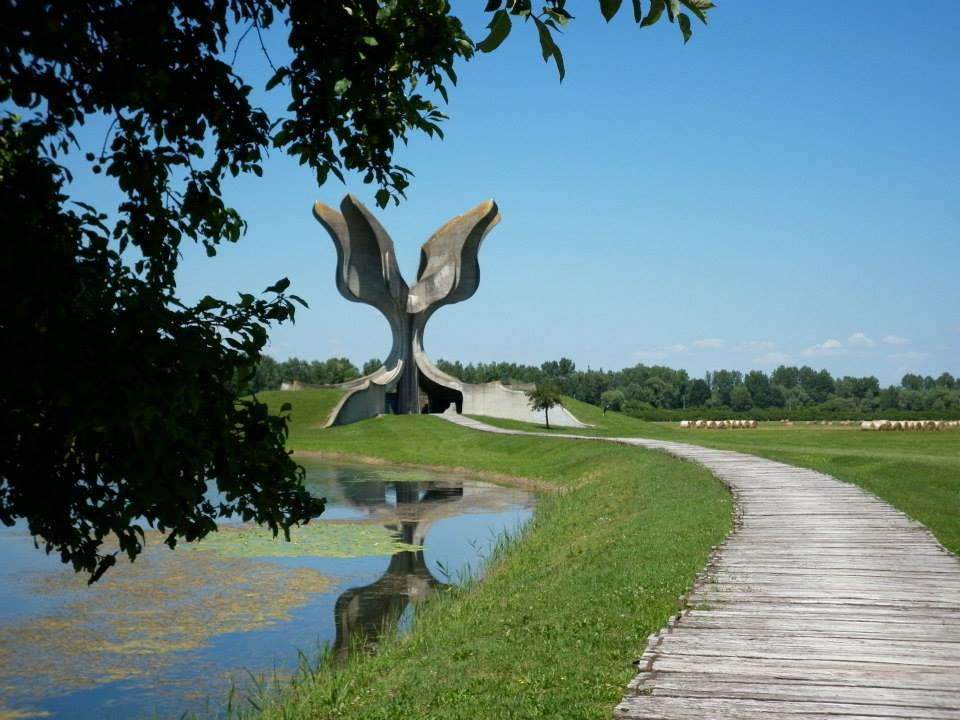
보그단 보그다노비치의 야세노바츠 기념비.

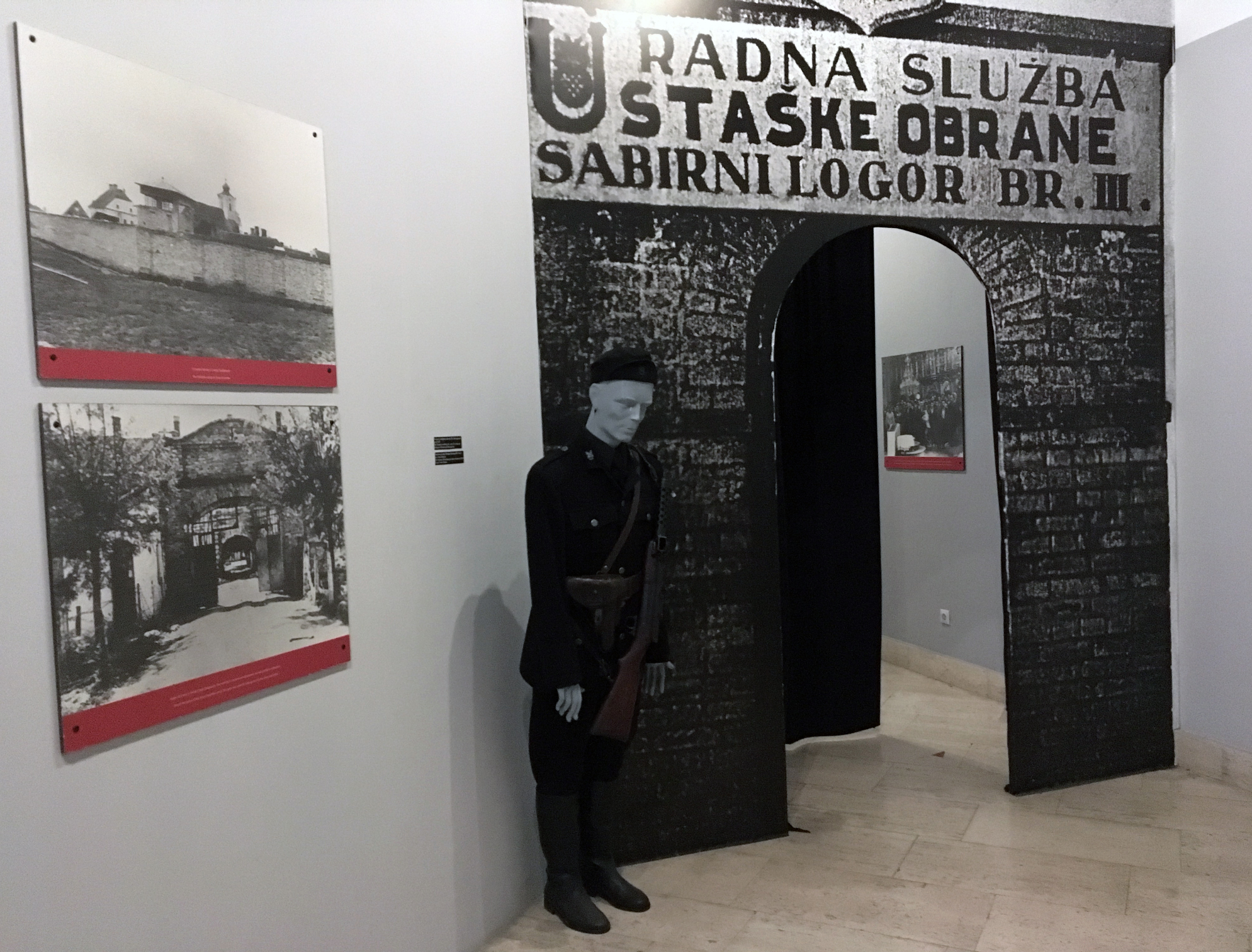
바냐루카 박물관 전시품, 우스타샤 죽음의 수용소 재건

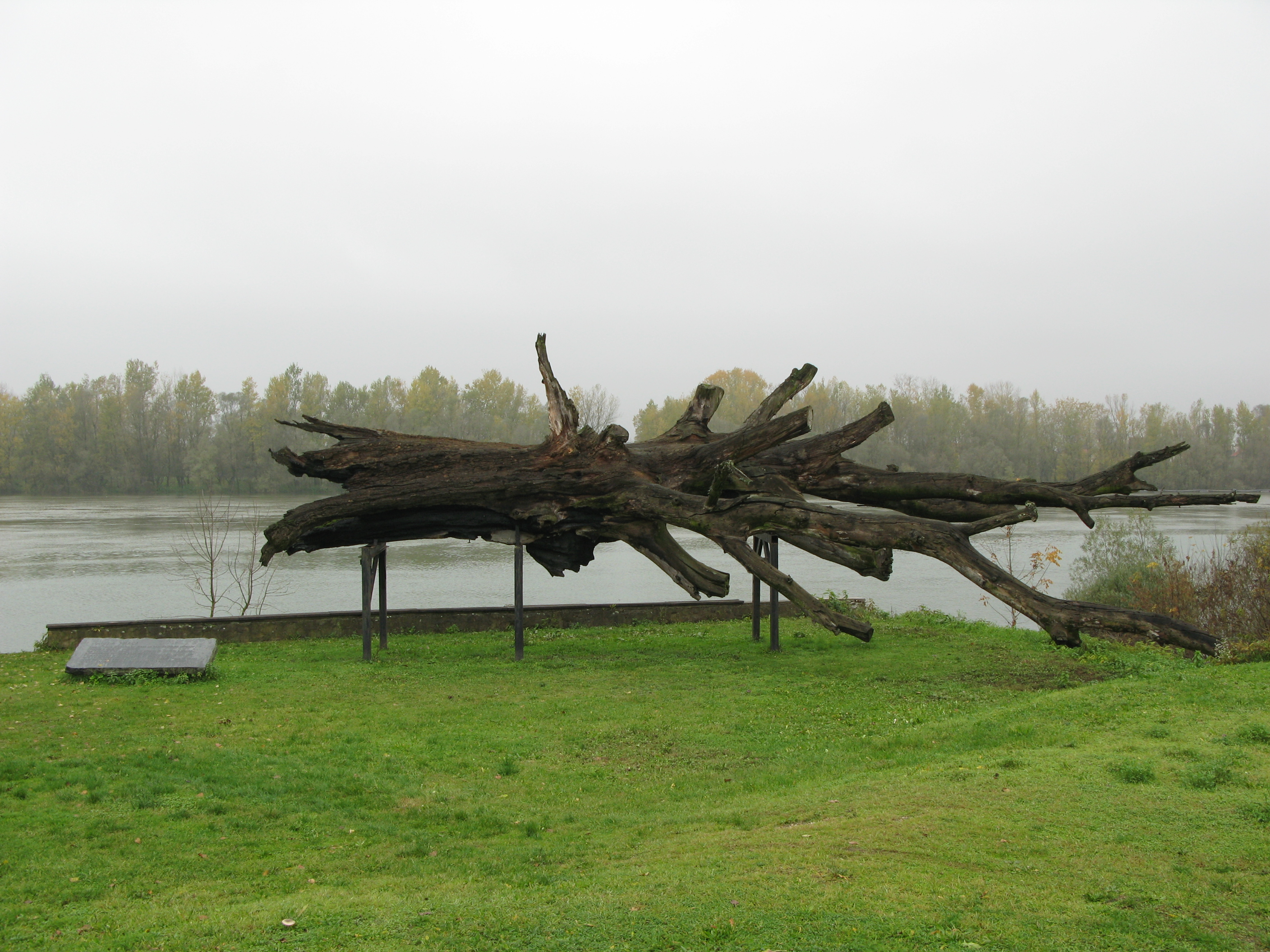
공포의 포플러

제2차 세계 대전 이후 유고슬라비아에서는 민간인 희생자보다는 파르티잔 저항을 기념하는 데 중점을 두었다. 당국은 나치와 파시스트 점령자들을 주요 범죄자로, 국내 퀴즐링들은 부차적인 행위자로 제시하려 했다. "형제애와 단결"이라는 이름으로 우스타샤와 체트니크 희생자들의 민족성은 강조되지 않았다. 높은 야세노바츠 희생자 추정치는 고정되었지만, 골드슈타인은 리퍼, 밀리샤, 칠리가, 폰 호르스테나우, 디아나 부디사블리예비치의 야세노바츠 관련 회고록과 같은 구체적인 세부 사항은 거의 제시되지 않았다고 지적한다.
야세노바츠 추모관은 1960년 유고슬라비아 참전용사 조직 연합의 주도로 설립되었다. 그 중심 상징은 "영원한 재생의 상징"으로 보그단 보그다노비치가 설계한 꽃 기념비이며, 크로아티아 시인-파르티잔 이반 고란 코바치치의 반전 시 "구덩이"의 한 구절이 새겨져 있다.
그 단순한 행복, 창문의 빛;
 제비와 새끼들; 아니면 바람에 실려온 달콤한 정원—

어디에? – 느긋한 요람의 졸린 기울기? 
 아니면, 문턱에서, 내 발에 비치는 햇살?
1968년, 박물관이 추모관에 추가되었으며, 전시는 희생자들에게 초점을 맞췄다. 크로아티아 사회주의 공화국은 1990년, 국내 첫 민주 선거 직전에 야세노바츠 추모관에 관한 새로운 법률을 채택했다.
프라뇨 투지만이 그해 크로아티아의 대통령으로 선출되자, 강제 수용소 역사에 대한 수정주의적 시각이 주목받기 시작했다. 추모관의 지위는 자연 공원으로 강등되었고, 자금 지원이 중단되었다. 1991년 6월 크로아티아가 독립을 선언하고 유고슬라비아 연방에서 탈퇴하자, 추모관 부지는 두 개의 독립 국가로 나뉘었다. 도냐 그라디나의 부지는 당시 유고슬라비아의 일부였던 보스니아 헤르체고비나에 속하게 되었다.
야세노바츠 추모관 부소장 시모 브르다르는 민족주의자들이 지배하는 크로아티아 당국이 강제 수용소의 유물과 기록을 보존하는 데 전념하고 있는지 의문을 표했다. 1991년 8월, 그는 일부 자료를 보스니아 헤르체고비나로 옮겼다. 유고슬라비아 전쟁이 전개되면서 크로아티아군은 1991년 9월 추모관과 박물관을 파괴하고 약탈했다. 한 달 후, 유고슬라비아 인민군에 의해 야세노바츠에서 쫓겨났다. 브르다르는 현장으로 돌아와 박물관 전시품과 문서 자료 중 남은 것을 수집했다. 그는 1999년까지 이 소장품을 보관하다가 스릅스카 공화국 기록 보관소에 보관되었다. 그러나 이 설명은 크로아티아 측에서 반박하는데, 10월 8일 세르비아 크라이나 공화국군이 야세노바츠에 진입한 후 준군사 부대에 의해 추모 박물관이 파괴되었으며, 그곳의 기록, 박물관 및 문서 자료는 파괴되지 않고 보존되어 나중에 1997년 4월 베오그라드에서 열린 박물관 전시에 사용되었다고 주장한다.
1996년 프라뇨 투지만 대통령은 야세노바츠에 우스타샤의 시신을 이장할 계획을 발표했는데, 이는 미국, 이스라엘, 국제 유대인 공동체, 크로아티아 좌파들의 항의를 불러일으켰고, 결국 계획은 포기되었다.
2000년 말, 스릅스카 공화국 정부와의 합의에 따라 소장품들은 미국 홀로코스트 기념관으로 이전되었다. 1년 후, 미국 홀로코스트 기념관은 소장품들을 크로아티아로 운송하여 야세노바츠 추모관에 기증했다. 이스라엘 카차브 대통령은 2003년 야세노바츠를 방문했는데, 그는 이스라엘 국가원수로는 처음으로 공식 방문한 것이었다.
2004년 야세노바츠 연례 추모식에서 크로아티아 당국은 추모관에 대한 새로운 계획을 발표하며 박물관의 개념과 일부 내용을 변경했다. 추모관 관장 나타샤 요비치치는 영구 박물관 전시가 공포를 유발하지 않도록 변경될 것이며, "죽음의 기술"(망치, 단도 등)을 전시하는 것을 중단하고 대신 이전 수감자들의 개인적인 이야기에 집중할 것이라고 설명했다. 당시 크로아티아 주재 독일 대사 게브하르트 바이스는 "테러 통치의 명확한 사진을 피하는 것"에 대해 회의적인 반응을 보였다.
뉴욕 시 공원 관리국, 홀로코스트 공원 위원회, 야세노바츠 연구소는 전 미국 하원의원 앤서니 위너 (민주당-뉴욕)의 도움을 받아 2005년 4월 (수용소 해방 60주년) 야세노바츠 희생자들을 위한 공공 기념비를 세웠다. 헌납식에는 10명의 유고슬라비아 홀로코스트 생존자들과 세르비아, 보스니아, 이스라엘의 외교관들이 참석했다. 이 기념비는 발칸 반도 외부의 야세노바츠 희생자들을 위한 유일한 공공 기념비로 남아 있다. 매년 4월 이곳에서 연례 추모식이 열린다.
야세노바츠 추모 박물관은 2006년 11월에 크로아티아 건축가 헬레나 파버 니리치가 설계한 새로운 전시와 프로두크치야(Produkcija)사가 설계한 교육 센터와 함께 재개관했다. 추모 박물관은 고무로 덮인 강철 모듈, 비디오 및 투사 스크린, 그리고 수용소 유물을 전시하는 유리 진열장으로 구성되어 있다. 상당히 어두운 전시 공간 위에는 희생자들의 이름이 새겨진 유리 패널 필드가 있다. 니리치는 박물관 작업으로 2006년 자그레브 건축 살롱에서 1등 상을 수상했다.
그러나 새 전시는 에프라임 주로프에 의해 "포스트모더니스트 쓰레기"로 묘사되었고, 전시에서 모든 우스타샤 살해 도구의 제거와 크로아티아 국민의 이름으로 저질러진 범죄를 초래한 이데올로기에 대한 설명 부족으로 비판받았다.
이스라엘 페레스 대통령은 2010년 7월 25일 야세노바츠를 방문하여 "순수한 사디즘의 시연"이라고 비난했다.
2011년 4월 17일 추모식에서 전 크로아티아 대통령 이보 요시포비치는 "야세노바츠 희생자 수를 극적으로 줄이거나 축소하려는 시도"가 있다고 경고하며 "여기서 크로아티아 국민의 특정 구성원들이 가장 잔인한 범죄를 저지를 수 있었다는 충격적인 진실에 직면하여, 저는 우리 모두가 우리가 하는 일에 책임이 있다고 말하고 싶습니다"라고 덧붙였다. 같은 기념식에서 당시 크로아티아 총리 야드란카 코소르는 "범죄에는 변명의 여지가 없으므로 크로아티아 정부는 모든 역사 수정주의 시도와 파시스트 이데올로기, 모든 형태의 전체주의, 극단주의, 급진주의의 재활을 단호히 거부하고 비난합니다... 파벨리치 정권은 악, 증오, 불관용의 정권이었으며, 인종, 종교, 국적, 정치적 신념, 그리고 타인이며 다르다는 이유로 사람들이 학대당하고 살해당했습니다"라고 말했다.
2020년, 미국 국무부는 홀로코스트 생존자를 위한 정의 노력에 대한 JUST 법 보고서를 발표했다. 이 보고서는 야세노바츠 추모관과 박물관의 정보가 "희생자 중심적이지만, 영구 전시는 크로아티아의 홀로코스트 역할, NDH의 형성 및 대중적 지지, 크로아티아 내에서 저질러진 범죄의 전체 규모와 같은 필수적인 역사적, 문화적 맥락이 현저히 부족하다"고 명시하고 있다.

## 논란
1986년, 야세노바츠 추모 박물관은 "죽은 자들이 산 자들의 눈을 뜨게 한다"는 홍보 문구가 사용되어 때때로 잘못 지칭되기도 하는 새로운 순회 전시회 "강제 수용소 야세노바츠, 1941–1945"를 선보였다. 이 전시회에는 우스타샤 희생자들의 명확한 묘사가 담긴 그래픽 사진들이 있었는데, 이 중 일부는 의도치 않게 야세노바츠와 잘못 연결되기도 했다. 크로아티아에서는 1986년 전시회가 1991년 시작된 크로아티아 전쟁을 선동하려는 세르비아의 고의적 계획으로 간주되어 복잡한 원인을 무시하고 있다. 유사하지만 더욱 선동적인 전시회는 1990년대 초 유고슬라비아 인민군 막사에서 상영되었다. 한 사진의 설명은 다음과 같다. "그들은 구유에서 아이들을 죽이고, 칼, 도끼, 면도칼로 학살하고, 총검에 꿰뚫고, 야세노바츠 화장터에서 태우고, 가마솥에 넣어 수프를 끓였다." 학자 나타샤 요비치치는 이러한 전시회가 교육적이기보다는 선전 도구로 사용되었다고 썼다.
유대인과 세르브인 단체, 크로아티아 역사학자 및 반파시스트, 그리고 국제 관찰자들은 크로아티아에서 수정주의와 홀로코스트 부정이 확산되고 있다고 반복적으로 경고해 왔다. 최근 사례로는 모든 우스타샤 강제 수용소의 책임자이자 10만 명 이상의 사망을 초래한 "크로아티아의 기사" 브예코슬라브 루부리치를 찬양하는 책의 출판과 우스타샤 강제 수용소에서 어린이 사망을 경시하는 다큐멘터리가 있다. 루부리치 책은 크로아티아 가톨릭 교회의 도움으로 홍보되었고, 교회 자료는 강제 수용소에서 어린이 사망을 경시했다.
크로아티아 역사학자들은 교회가 수정주의를 조장하고 우스타샤 범죄를 경시하는 데 주도적인 역할을 해왔다고 지적했다. 2013년, 크로아티아 가톨릭 교회의 주요 신문인 '글라스 콘칠라'는 야세노바츠 부정론자 이고르 부키치의 야세노바츠 관련 기획 기사를 게재했는데, 그는 야세노바츠가 "단순한 노동 수용소"였으며 대량 처형은 없었다고 주장한다. 2015년, 크로아티아 주교회의 의장은 우스타샤의 "자 돔 스프렘니" 경례를 크로아티아군이 채택해야 한다고 요청했다. 2020년, 크로아티아 가톨릭 대교구 공식 신문인 '글라스 콘칠라'는 야세노바츠는 물론 홀로코스트 부정론을 펼치는 또 다른 기획 기사를 게재했는데, 유대인 및 기타 수감자들의 증언을 선택적으로, 노골적으로 왜곡하여 야세노바츠에서 대량 학살이 일어나지 않았다고 주장하려 했다.
역사가들은 크로아티아 정부가 "3중 수용소 야세노바츠 연구 학회"와 같은 야세노바츠 부정 단체에 자금을 지원하는 것을 비판했다. 이 단체에는 "언론인"과 역사학자가 아닌 이고르 부키치 같은 인물도 포함된다. 자그레브 대학교 역사가 고란 후티넥은 부키치가 진실을 엄청나게 왜곡하고 있다고 지적한다. 예를 들어, 밀코 리퍼와 같은 야세노바츠 생존자들의 책을 야세노바츠에서 대량 살해가 일어나지 않았다는 "증거"로 인용하지만, 오히려 이 책들은 수천 명의 야만적인 살해와 야세노바츠에서 수만 명의 롬인 학살에 대한 목격자 증언을 담고 있다. 크로아티아 국영 텔레비전(HRT) 또한 로만 레략과 같은 야세노바츠 부정론자들을 자신의 프로그램에서 비판 없이 방영했다.
2016년 영화 제작자 야코프 세들라르는 수정주의 다큐멘터리 "야세노바츠 – 진실"을 공개했는데, 이 영화는 우스타샤 수용소의 사망자 수를 축소하고, 파르티잔이 크로아티아인들을 살해했다고 주장하는 "전후 야세노바츠"를 지어냈다. 시사회에는 집권 크로아티아 민주연합(HDZ) 당의 문화부 장관 즐라트코 하산베고비치를 포함한 4명의 장관이 참석하여 극찬했다. 역사학자들은 이 영화가 위조된 신문 헤드라인을 포함하여 많은 거짓과 조작을 담고 있다고 지적했다. 이 헤드라인은 조작된 "전후 야세노바츠"에서 나온 시신들이 60마일 이상 상류로 떠내려와 자그레브에 도착했다고 주장한다. 이스라엘 대사는 이 영화를 비난했지만, 자그레브 시장 밀란 반디치는 유대인 단체들의 항의에도 불구하고 세들라르에게 자그레브 시 상을 수여했고, 자그레브 대학교 총장 다미르 보라스는 세들라르를 자신의 문화 고문으로 임명했다.

## 영화 및 문학
'루돌로브카 야세노바츠(Ljudolovka Jasenovac)'는 수용소 생존자이자 작가인 자임 톱치치가 1985년에 쓴 소설이다. 그는 1943년에 수용소에 수감되었으며, 그곳에서 살아남은 몇 안 되는 사람 중 한 명이다.
독일 작가이자 학자인 W. G. 제발트는 1995년 저서 토성의 고리에서 야세노바츠에서 저질러진 잔혹한 행위를 논하고 묘사한다.
리메이크는 디노 무스타피치 감독, 즐라트코 톱치치 각본의 2003년 전쟁 영화이다. 영화의 일부는 수용소를 주제로 한다.
수용소 생존자 일리야 이바노비치의 "야세노바츠의 지옥 목격자(Witness to Jasenovac's Hell)"는 2002년에 영어로 출판되었으며, 8살 소년이 수용소로 추방되어 탈출하여 살아남은 몇 안 되는 사람 중 한 명으로서 저자의 경험을 이야기한다.
"야세노바츠에서의 44개월(44 Months in Jasenovac)"은 수용소 생존자 에곤 베르거가 1966년에 세르보크로아트어로 출판하고 2016년에 영어로 출판한 책이다. 베르거에 따르면, 1942년 6월부터 11월까지 25만 명이 살해되었다.
영화 야세노바츠의 다라는 프레드라그 안토니예비치 감독의 역사 드라마로, 2020년 개봉일은 수용소 해방 75주년과 맞물려 있다. 야세노바츠에 관한 최초의 현대 홀로코스트 영화로, 마르코 얀케티치가 루부리치 사령관 역을, 부크 코스티치가 필리포비치 '마이스토로비치' 역을 맡았다.

## 같이 보기
- 야세노바츠의 성인 순교자들
- 크로아티아 독립국의 세르브인 집단학살
- 홀로코스트
- 야도브노 강제 수용소
- 카이저 빌헬름 인류학·인간 유전학·우생학 연구소
- 나치 강제 수용소 목록
- 연구 자료: 막스 플랑크 사회 기록 보관소
- 시사크 어린이 강제 수용소
- 스타라 그라디슈카 강제 수용소
- 제2차 세계 대전 사상자
- 블라이부르크 송환
- 롬 추모 센터 우스티차

### 참고 문헌
- Božović, Branislav (2003). 《Specijalna policija i stradanje Jevreja u okupiranom Beogradu 1941–1944》 [독일 점령 하 베오그라드에서의 특수 경찰과 유대인의 고통 1941–1945] (크로아티아어). Federation of Jewish Communities of Serbia. ISBN 86-903751-0-4. 2022년 7월 25일에 원본 문서에서 보존된 문서. 2020년 5월 12일에 확인함.
- Breitman, Richard (2005). 《U.S. Intelligence and the Nazis》. 케임브리지 대학교 출판부. ISBN 0-521-61794-4.
- Bulajić, Milan (2002). 《Jasenovac: The Jewish-Serbian Holocaust (the role of the Vatican) in Nazi-Ustasha Croatia (1941–1945)》. Belgrade: Fund for Genocide Research, Stručna knjiga. ISBN 9788641902211. 2023년 4월 1일에 원본 문서에서 보존된 문서. 2017년 7월 15일에 확인함.
- Byford, Jovan (2020). 《Picturing Genocide in the Independent State of Croatia: Atrocity Images and the Contested Memory of the Second World War in the Balkans》. Bloomsbury Publishing. ISBN 9781350015975.
- Crowe, David M. (2013). 《Crimes of State Past and Present: Government-Sponsored Atrocities and International Legal Responses》. 라우틀리지. ISBN 978-131-7986-82-9.
- Dedijer, Vladimir (1992). 《The Yugoslav Auschwitz and the Vatican: The Croatian Massacre of the Serbs During World War II》. 번역 Kendall, Harvey. Prometheus Books. ISBN 978-0-87975-752-6.
- Geiger, Vladimir (2011). 《Ljudski gubici Hrvatske u Drugom svjetskom ratu koje su prouzročili "okupatori i njihovi pomagači" Brojidbeni pokazatelji (procjene, izračuni, popisi)》. 《Journal of Contemporary History》 43. 699–749쪽. 2021년 11월 28일에 원본 문서에서 보존된 문서. 2023년 8월 28일에 확인함.
- Goldstein, Ivo (2005). 《Židovi u Zagrebu 1918–1941》. 자그레브: Novi Liber. ISBN 953-6045-23-0.
- Goldstein, Ivo (2018). 《Jasenovac》 (크로아티아어). Fraktura. ISBN 978-953-266-987-9. 2023년 1월 19일에 원본 문서에서 보존된 문서. 2020년 9월 13일에 확인함.
- Goldstein, Slavko (2007). 《1941. – godina koja se vraća》. 자그레브: Novi Liber. ISBN 978-953-6045-48-8.
- Goldstein, Ivo; Goldstein, Slavko (2016). 《The Holocaust in Croatia》. University of Pittsburgh Press. ISBN 978-082-2944-51-5.
- Goldstein, Slavko; Goldstein, Ivo (2016). 《Jasenovac: tragika, mitomanija, istina》 (영어). Fraktura. ISBN 978-953-266-709-7.
- Israeli, Raphael (2013). 《The Death Camps of Croatia: Visions and Revisions, 1941–1945》. 피스카타웨이, 뉴저지: Transaction Publishers. ISBN 9781412849753.
- Kolstø, Pål (2011), 〈The Serbian-Croatian Controversy over Jasenovac〉,   Ramet, Sabrina P.; Listhaug, Ola, 《Serbia and the Serbs in World War Two》, Palgrave Macmillan UK, 225–246쪽
- Komarica, Slavko; Odić, Slavko F. (2005). 《Zašto Jasenovac nije oslobođen》 (세르비아어). 베오그라드, 세르비아: Institute for Contemporary History. ISBN 978-8-6740-3097-4.
- Korb, Alexander (2010). 〈A Multipronged Attack: Ustaša Persecution of Serbs, Jews, and Roma in Wartime Croatia〉. 《Eradicating Differences: The Treatment of Minorities in Nazi-Dominated Europe》. 뉴캐슬어폰타인: Cambridge Scholars Publishing. 145–163쪽. ISBN 9781443824491.
- Lemkin, Raphael (2008). 《Axis Rule in Occupied Europe》. The Lawbook Exchange, Ltd. ISBN 9781584779018. 2023년 1월 14일에 원본 문서에서 보존된 문서. 2016년 9월 22일에 확인함.
- Maček, Vladko (2003). 《Memoari》. 자그레브: Dom i svijet. ISBN 978-953-6491-93-3.
- Mataušić, Nataša (2008). 《Jasenovac, fotomonografija》. 자그레브: Jasenovac Memorial Area. ISBN 978-953-99169-4-5. 2023년 4월 16일에 원본 문서에서 보존된 문서. 2023년 5월 8일에 확인함.
- Paris, Edmond (1961). 《Genocide in Satellite Croatia, 1941–1945: A Record of Racial and Religious Persecutions and Massacres》. 시카고: American Institute for Balkan Affairs. 2023년 7월 4일에 원본 문서에서 보존된 문서. 2017년 7월 18일에 확인함.
- Pavlowitch, Stevan K. (2008). 《Hitler's New Disorder: The Second World War in Yugoslavia》. 뉴욕: Columbia University Press. ISBN 978-1-85065-895-5. 2023년 2월 13일에 원본 문서에서 보존된 문서. 2016년 9월 22일에 확인함.
- Lewinger, Yossef; Matkovski, Alexander (1990). 〈야세노바츠〉.   Shelach, Menachem.  רמנחם שלח (עו'),"תולדות השואה: יוגוסלביה". חלק שני: פרק חמישי, "יאסנובאץ" [홀로코스트의 역사: 유고슬라비아] (히브리어) 2. 예루살렘: 야드바솀.[{{{설명}}}]
- Sindik, Dušan, 편집. (1985). 《Sećanja jevreja na logor Jasenovac》 [야세노바츠 수용소 유대인들의 기억] (세르비아어). 베오그라드: Savez jevrejskih opština Jugoslavije.
- Gutman, Israel, 편집. (1995). 《홀로코스트 백과사전》 1. [{{{설명}}}]
- Tomasevich, Jozo (2001). 《War and Revolution in Yugoslavia, 1941–1945: Occupation and Collaboration》 2. 샌프란시스코: Stanford University Press. ISBN 0804736154. 2023년 1월 12일에 원본 문서에서 보존된 문서. 2016년 9월 22일에 확인함.
- Tomasevich, Jozo (1975). 《War and Revolution in Yugoslavia 1941–1945: The Chetniks, Volume 1》. Stanford University Press. ISBN 978-0-8047-0857-9.
- Walasek, Helen (2015). 〈Jasenovac Memorial Site〉. 《Bosnia and the Destruction of Cultural Heritage》. 판햄: 애시게이트 출판사. ISBN 978-1-4094-3704-8.
- Dulić, Tomislav (2005). 《Utopias of Nation: Local Mass Killing in Bosnia and Herzegovina, 1941–42》 (영어). Coronet Books Incorporated. 253쪽. ISBN 978-91-554-6302-1. 2023년 10월 28일에 원본 문서에서 보존된 문서. 2020년 8월 23일에 확인함.
- Radonić, Ljiljana (2009), “Krieg um die Erinnerung an das KZ Jasenovac: Kroatische Vergangenheitspolitik zwischen Revisionismus und europäischen Standards”, 《Kulturen der Differenz – Transformationsprozesse in Zentraleuropa Nach 1989》 (독일어) (V&R unipress / Vienna University Press), ISBN 978-3-89971-714-3
- Pavasović Trošt, Tamara (January 2013). 〈War Crimes as Political Tools: Bleiburg and Jasenovac in History Textbooks 1973–2012〉.   Jovanović, Srđan M.; Stančetić, Veran. 《History and Politics in the Western Balkans: Changes at the Turn of the Millennium》 (영어). 13–47쪽. ISBN 978-86-89761-00-9. 2022년 4월 14일에 원본 문서에서 보존된 문서. 2020년 9월 1일에 확인함.
- Born, Hanspeter (1987). 《Für die Richtigkeit: Kurt Waldheim》. Schneekluth. ISBN 978-3-7951-1055-0.
- Alexander, Stella (1987). 《The Triple Myth: A Life of Archbishop Alojzije Stepinac》 (영어). East European Monographs. ISBN 978-0-88033-122-7. 2024년 6월 29일에 원본 문서에서 보존된 문서. 2020년 9월 14일에 확인함.
- Goldstein, Slavko (2013). 《1941: The Year that Keeps Returning》 (영어). New York Review of Books. ISBN 978-1-59017-673-3. 2024년 6월 29일에 원본 문서에서 보존된 문서. 2022년 4월 20일에 확인함.
- McCormick, Robert B. (2014). 《Croatia Under Ante Pavelić: America, the Ustase and Croatian Genocide》. London-뉴욕: I.B. Tauris. ISBN 9780857725356. 2024년 6월 29일에 원본 문서에서 보존된 문서. 2019년 7월 27일에 확인함.
- Stone, Dan (2013). 《The Holocaust, Fascism and Memory: Essays in the History of Ideas》. Palgrave Macmillan. 148쪽. ISBN 978-1-13702-952-2.
- Bartrop, Paul R.; Dickerman, Michael (2017). 《The Holocaust: An Encyclopedia and Document Collection》. ABC-CLIO. 327쪽. ISBN 978-1-44084-084-5. 2024년 6월 29일에 원본 문서에서 보존된 문서. 2020년 6월 10일에 확인함.
- Mikaberidze, Alexander (2018). 《Behind Barbed Wire: An Encyclopedia of Concentration and Prisoner-of-War Camps》. ABC-CLIO. 161쪽. ISBN 978-1-44085-762-1. 2024년 6월 29일에 원본 문서에서 보존된 문서. 2020년 6월 10일에 확인함.
- Bergholz, Max (2016). 《Violence as a Generative Force: Identity, Nationalism, and Memory in a Balkan Community》 (영어). Cornell University Press. ISBN 978-1-5017-0643-1. 2024년 6월 29일에 원본 문서에서 보존된 문서. 2020년 12월 17일에 확인함.
- Kallis, Aristotle (2009). 《Genocide and Fascism: The Eliminationist Drive in Fascist Europe》. 뉴욕: Routledge.[{{{설명}}}]
- Shah, Rajika L.; Bazyler, Michael J.; Lee Boyd, Kathryn; Nelson, Kristen L. (2019). 《Searching for Justice After the Holocaust: Fulfilling the Terezin Declaration and Immovable Property Restitution》. Oxford University Press. ISBN 978-0190923068.
- Mylonas, Christos (2003). 《Serbian Orthodox Fundamentals: The Quest for an Eternal Identity》. 부다페스트: Central European University Press. ISBN 978-963-9241-61-9.
- Totten, Samuel; Parsons, William S. (1997). 《Century of genocide: critical essays and eyewitness accounts》. ISBN 0-203-89043-4. 2010년 9월 28일에 확인함.
- Wagner, Margaret E.; Kennedy, David M.; Barrett Osborne, Linda; Reyburn, Susan (2007). 《The Library of Congress World War II Companion》. Simon & Schuster. ISBN 978-0-7432-5219-5.
- Hunt, Dave (1994). 〈세르브인의 학살〉. 《Die Frau und das Tier Geschichte, Gegenwart und Zukunft der römischen Kirche》. 유진, 오리건: Harvest House Publishers.[{{{설명}}}]
- Nikolić, Nikola (1969). 《Taborišče smrti – Jasenovac》 (슬로베니아어). 번역 Jože Zupančić. 류블랴나: Založba "Borec".[{{{설명}}}]
- Ryan, Allan A. (1984). 《Quiet Neighbors: Prosecuting Nazi War Criminals in America》. Harcourt Brace Jovanovich. ISBN 0151758239.
- Motl, Dejan; Mihovilović, Đorđe (2015). 《Zaboravljeni: Knjiga o posljednjim jasenovačkim logorašima》 (영어). Spomen-područje Jasenovac. ISBN 978-953-7895-06-8. 2024년 6월 29일에 원본 문서에서 보존된 문서. 2020년 9월 14일에 확인함.
- Tomasevich, Jozo (2002). 《War and Revolution in Yugoslavia, 1941–1945: Occupation and Collaboration》 (영어). Stanford University Press. ISBN 978-0-8047-7924-1. 2023년 1월 12일에 원본 문서에서 보존된 문서. 2016년 9월 22일에 확인함.
- Riffer, Milko (1946). 《Grad mrtvih: Jasenovac 1943》 (크로아티아어). Nakladni zavod Hrvatske. 2024년 6월 29일에 원본 문서에서 보존된 문서. 2020년 9월 14일에 확인함.[{{{설명}}}]
- Walters, Guy (2010년 5월 4일). 《Hunting Evil: The Nazi War Criminals Who Escaped and the Quest to Bring Them to Justice》. Crown. ISBN 9780307592484. 2024년 6월 29일에 원본 문서에서 보존된 문서. 2016년 11월 18일에 확인함.
- Zečević, Aleksandar (2004). 《Amendments I to the Charter of the United Nations》. A. J. Zečević. ISBN 9788690575329. 2024년 6월 29일에 원본 문서에서 보존된 문서. 2020년 9월 14일에 확인함.
- Bulajić, Milan (2006). 《Jasenovac-1945-2005/06: 60/61.-godišnjica herojskog proboja zatočenika 22. aprila 1945: dani sećanja na žrtve genocida nad jermenskim, grčkim, srpskim, jevrejskim i romskim narodima》. Pešić i sinovi. ISBN 9788675400691.
- Bousfield, Jonathan (2003). 《Croatia》. Rough Guides. ISBN 1843530848.
- Geddes, Andrew (2013년 5월 2일). 《The European Union and South East Europe: The Dynamics of Europeanization and Multilevel Governance》. Routledge. ISBN 9781136281570. 2024년 6월 29일에 원본 문서에서 보존된 문서. 2020년 9월 14일에 확인함.
- Anzulovic, Branimir (1999). 《Heavenly Serbia: From Myth to Genocide》. 런던, 영국: Hurst & Company. ISBN 1-85065-342-9.
- Kočović, Bogoljub (2005). 《Sahrana jednog mita. Žrtve Drugog svetskog rata u Jugoslaviji》. 베오그라드: Otkrovenje. ISBN 9788683353392.
- Adriano, Pino; Cingolani, Giorgio (2018). 《Nationalism and Terror: Ante Pavelić and Ustasha Terrorism from Fascism to the Cold War》. Central European University Press. ISBN 978-9-63386-206-3. 2024년 6월 29일에 원본 문서에서 보존된 문서. 2020년 6월 10일에 확인함.
- MacDonald, David Bruce (2002). 《Balkan Holocausts?: Serbian and Croatian Victim Centered Propaganda and the War in Yugoslavia》. Manchester University Press. ISBN 978-0-71906-467-8. 2024년 6월 29일에 원본 문서에서 보존된 문서. 2020년 6월 10일에 확인함.
- MacDonald, David Bruce (2003). 《Balkan Holocausts?: Serbian and Croatian victim centred propaganda and the war in Yugoslavia》 (영어). Manchester University Press. hdl:20.500.12657/35067. ISBN 978-0-7190-6466-1. 2022년 3월 6일에 원본 문서에서 보존된 문서. 2022년 3월 12일에 확인함.
- Biondich, Matt (2002). 〈Persecution of Roma-Sinti in Croatia, 1941–1945〉. 《Roma and Sinti – Under-Studied Victims of Nazism – Symposium Proceedings》 (PDF). 미국 홀로코스트 기념관 고급 홀로코스트 연구 센터. 33–47쪽. OCLC 50681504. 2020년 10월 17일에 원본 문서 (PDF)에서 보존된 문서. 2020년 9월 11일에 확인함.
- Mojzes, Paul (2011). 《Balkan Genocides: Holocaust and Ethnic Cleansing in the 20th Century》. 래넘: Rowman & Littlefield. ISBN 9781442206632. 2023년 9월 19일에 원본 문서에서 보존된 문서. 2022년 6월 12일에 확인함.
- Frucht Levy, Michele (2011). 〈'The Last Bullet for the Last Serb': The Ustaša Genocide against Serbs: 1941–1945〉. 《Crimes of State Past and Present: Government-Sponsored Atrocities and International Legal Responses》. Routledge. 54–84쪽. ISBN 9781317986829.
- 《Crimes in the Jasenovac Camp》. 자그레브: State Commission investigation of crimes of the occupiers and their collaborators in Croatia. 1946.

### 저널
- Benčić, Andriana (2018). 《Koncentracijski logor Jasenovac: konfliktno ratno nasljeđe i osporavani muzejski postav》. 《Polemos: časopis za interdisciplinarna istraživanja rata i mira》 XXI (Croatian Sociological Association / Naklada Jesenski i Turk / 자그레브 사회 연구소). 37–63쪽. ISSN 1331-5595. 2022년 2월 20일에 원본 문서에서 보존된 문서. 2022년 6월 6일에 확인함 – 자그레브 대학교 인문사회과학부 경유.
- Byford, Jovan (2007). 《When I say "The Holocaust," I mean "Jasenovac": Remembrance of the Holocaust in contemporary Serbia》. 《East European Jewish Affairs》 37. 51–74쪽. doi:10.1080/13501670701197946. S2CID 161763723.
- Škiljan, Filip (2007). 《Stradanje Srba u Jasenovcu u Drugom svjetskom ratu》. 《Pro Tempore: časopis studenata povijesti》 (크로아티아어) 4 (History Department, 자그레브 대학교 인문사회과학부). 40–46쪽. 2022년 6월 6일에 원본 문서에서 보존된 문서. 2022년 6월 6일에 확인함.
- Zuckerman, Boško (2010). 《Prilog proučavanju antisemitizma i protužidovske propagande u vodećem zagrebačkom ustaškom tisku (1941–1943)》. 《Journal of the Institute of Croatian History》 (크로아티아어) 42 (자그레브 대학교 인문사회과학부). 355–385쪽. ISSN 0353-295X. 2022년 6월 6일에 원본 문서에서 보존된 문서. 2022년 6월 6일에 확인함.
- Škiljan, Filip (2005). 《Akcija Crkveni Bok》 (PDF). 《Journal of the Institute of Croatian History》 (크로아티아어) 37. ISSN 0353-295X. 2021년 2월 20일에 원본 문서 (PDF)에서 보존된 문서. 2020년 9월 13일에 확인함.
- Frucht Levy, Michele (2009). 《The Last Bullet for the Last Serb": The Ustaša Genocide against Serbs: 1941–1945》. 《Nationalities Papers》 37 (케임브리지 대학교 출판부). doi:10.1080/00905990903239174. S2CID 162231741.
- Geiger, Vladimir (2020). 《Pitanje broja žrtava logora Jasenovac u hrvatskoj i srpskoj historiografiji, publicistici i javnosti nakon raspada SFR Jugoslavije – činjenice, kontroverze i manipulacije》. 《Journal of Contemporary History》 (크로아티아어) 52 (Croatian Institute of History). 517–585쪽. doi:10.22586/csp.v52i2.11253. ISSN 0590-9597. 2022년 6월 6일에 원본 문서에서 보존된 문서. 2022년 6월 6일에 확인함.
- Odak, Stipe; Benčić, Andriana (2016). 《Jasenovac – A Past That Does Not Pass: The Presence of Jasenovac in Croatian and Serbian Collective Memory of Conflict》. 《East European Politics and Societies》 (영어) 30 (세이지 퍼블리케이션스). 805–829쪽. doi:10.1177/0888325416653657. S2CID 148091289. 2021년 2월 26일에 확인함.
- Kasapović, Mirjana (2018). 《Genocid u NDH: Umanjivanje, banaliziranje i poricanje zločina》. 《Croatian Political Science Review》 (크로아티아어) 55 (자그레브 대학교 정치학부). 7–33쪽. doi:10.20901/pm.55.1.01. ISSN 0032-3241. 2022년 6월 6일에 원본 문서에서 보존된 문서. 2022년 6월 6일에 확인함.
- Geiger, Vladimir (2013). 《Brojidbeni pokazatelji o žrtvama logora Jasenovac, 1941–1945. (procjene, izračuni, popisi)》. 《Journal of Contemporary History》 (크로아티아어) 45 (Croatian Institute of History). ISSN 0590-9597. 2022년 6월 6일에 원본 문서에서 보존된 문서. 2022년 6월 6일에 확인함.
- Mataušić, Nataša (2000). 《O koncentracionom logoru Jasenovac》. 《Informatica Museologica》 31 (자그레브: Museum Documentation Centre). ISSN 1849-4277. 2020년 6월 30일에 원본 문서에서 보존된 문서. 2021년 2월 24일에 확인함.
- Vukušić, Tomo (2006). 《Mostarski biskup Alojzije Mišić za vrijeme Drugog svjetskog rata》. 《Church in the World》 41 (스플리트 대학교 가톨릭 신학부). ISSN 1848-9656. 2021년 1월 25일에 원본 문서에서 보존된 문서. 2020년 3월 7일에 확인함.
- Ajduković, Mirjana (October 2006). 《The Activity of Diana Budisavljević with the child victims of World War II》. 《Annual of Social Work》 13 (자그레브 대학교 법학부). ISSN 1848-7971. 2022년 6월 6일에 원본 문서에서 보존된 문서. 2022년 6월 6일에 확인함.
- Sobolevski, Mihael (1993). 《Suppressed truth – The war victims on the territory of former Yugoslavia 1941–1945》. 《Journal of Contemporary History》 25 (Croatian Institute of History). 2021년 2월 20일에 원본 문서에서 보존된 문서. 2020년 12월 6일에 확인함.
- Žerjavić, Vladimir (1995). 《Demografski i ratni gubici Hrvatske u Drugom svjetskom ratu i poraću》. 《Journal of Contemporary History》 (크로아티아어) 27 (Croatian Institute of History). ISSN 0590-9597. 2022년 6월 6일에 원본 문서에서 보존된 문서. 2022년 6월 6일에 확인함.
- McCormick, Rob (2008). 《The United States' Response to Genocide in the Independent State of Croatia, 1941–1945》. 《집단학살 연구 및 예방》 3. 2021년 2월 20일에 원본 문서에서 보존된 문서. 2020년 12월 17일에 확인함.

### 뉴스 자료
- Hockenos, Paul (2016년 5월 6일). “Croatia's Far Right Weaponizes the Past”. 《포린 폴리시》 (미국 영어). 2020년 6월 21일에 확인함.
- Freund, Michael (2016년 5월 4일). “Remembering Croatia's 'Auschwitz of the Balkans'”. 《예루살렘 포스트》.
- Freund, Michael (2013년 5월 30일). “Time to confront Croatia's hidden Holocaust”. 《예루살렘 포스트》. 2015년 3월 16일에 원본 문서에서 보존된 문서.
- Higham, Nick (2001년 11월 29일). “Croatian holocaust still stirs controversy”. 《BBC News》. 2010년 9월 29일에 확인함.
- Hawton, Nick; Kovac, Marko (2005년 4월 25일). “Balkan 'Auschwitz' haunts Croatia”. 《BBC News》. 2010년 9월 29일에 확인함. No one really knows how many died here. Serbs talk of 700,000. Most estimates put the figure nearer 100,000.
- Despot, Zvonimir (2012년 2월 9일). “Kako je osnovan prvi ustaški logor u NDH”. 《베체르니 리스트》. 2014년 2월 1일에 원본 문서에서 보존된 문서.
- Pavliša, Mija (2018년 11월 11일). “Revizionisti pokušavaju Hrvate napraviti kolektivno odgovornim za zločine u Jasenovcu, a to je civilizacijska sramota”. 《tportal.hr》. 2020년 3월 21일에 확인함.
- Krušelj, Željko (2005년 4월 23일). “Kako je Živanović 284 kostura pretvorio u 700.000 žrtava” [지바노비치는 284개의 해골을 70만 명의 희생자로 어떻게 바꾸었나]. 《비예스니크》 (크로아티아어). 2005년 11월 25일에 원본 문서에서 보존된 문서. 2015년 3월 22일에 확인함.
- Krušelj, Željko (2001년 11월 29일). “Jasenovačka zbirka na putu u Hrvatsku” [크로아티아로 가는 야세노바츠 컬렉션]. 《베체르니 리스트》.
- Jovanović, Nenad (2013년 5월 11일). “Dragan Cvetković: Jasenovac je paradigma stradanja”. 《노보스티 (크로아티아)》. 2022년 3월 3일에 확인함.

### 웹사이트
- “야세노바츠 추모관 공식 웹사이트”. 2007년 9월 27일에 원본 문서에서 보존된 문서. 2015년 6월 8일에 확인함.
- “야세노바츠 강제 수용소 개별 희생자 목록”. Jasenovac Memorial Site. 2015년 6월 26일에 원본 문서에서 보존된 문서. 2015년 3월 22일에 확인함.
- “홀로코스트 백과사전: 야세노바츠”. 미국 홀로코스트 기념관. 2019년 4월 3일에 원본 문서에서 보존된 문서. 2015년 6월 8일에 확인함.

## 더 읽어보기
- Witness to Jasenovac's Hell. Ilija Ivanović (with Wanda Schindley, ed.), Aleksandra Lazic (translator), Dallas Publishing, 2002 ISBN 978-0912011608
- Ustasha Camps by Mirko Percen, Globus, Zagreb, 1966; 2nd expanded printing 1990.[{{{설명}}}]
- Ustashi and the Independent State of Croatia 1941–1945, by Fikreta Jelić-Butić, Liber, Zagreb, 1977.[{{{설명}}}]
- Romans, J. Jews of Yugoslavia, 1941–1945: Victims of Genocide and Freedom Fighters, Belgrade, 1982[{{{설명}}}]
- Antisemitism in the anti-fascist Holocaust: a collection of works, The Jewish Center, Zagreb, 1996.[{{{설명}}}]
- Miletić, Antun (1986a). 《Koncentracioni logor Jasenovac 1941–1945: dokumenta》 I seco판. 베오그라드: Narodna knjiga.
- — (1986b). 《Koncentracioni logor Jasenovac 1941–1945: dokumenta》 II seco판. 베오그라드: Narodna knjiga.
- — (1986c). 《Koncentracioni logor Jasenovac 1941–1945: dokumenta》 III seco판. 베오그라드: Narodna knjiga.
- Hell's Torture Chamber by Đjorđe Milica, Zagreb, 1945.[{{{설명}}}]
- Die Besatzungszeit das Genozid in Jugoslawien 1941–1945 by Vladimir Umeljić, Graphics High Publishing, Los Angeles, CA, 1994.[{{{설명}}}]
- Srbi i genocidni XX vek (Serbs and 20th century, Ages of Genocide) by Vladimir Umeljić, (vol 1, vol 2), Magne, Belgrade, 2004[{{{설명}}}]
- 카푸트, by Curzio Malaparte; translated by Cesare Foligno, Northwestern University Press, Evanston, IL, 1999.[{{{설명}}}]
- Der kroatische Ustascha-Staat 1941–1945, by Ladislaus Hory and 마르틴 브로샤트, Deutsche Verlags-Anstalt, Stuttgart 1964. ISSN 0506-9408
- Novak, Viktor (2011). 《Magnum Crimen: Half a Century of Clericalism in Croatia》 1. 야고디나: Gambit. ISBN 9788676240494.
- — (2011). 《Magnum Crimen: Half a Century of Clericalism in Croatia》 2. 야고디나: Gambit. ISBN 9788676240494.
- Dizdar, Zdravko (1997). 《Tko je tko u NDH Hrvatska 1941–1945.》. 자그레브: Minerva. ISBN 953-6377-03-9.
- Mataušić, Nataša (2003). 《Jasenovac 1941–1945: logor smrti i radni logor》. Javna ustanova Spomen-područje Jasenovac. ISBN 978-953-99169-0-7.
- Ramet, Sabrina P. (2011). 《Serbia and the Serbs in World War Two》. Palgrave Macmillan. ISBN 978-0-230-27830-1.
- Schindley, Wanda; Makara, Petar, 편집. (2005). 《Jasenovac: Proceedings of the First International Conference and Exhibit on the Jasenovac Concentration Camps》. Dallas Publishing. ISBN 9780912011646.
- Nikodijević, Dušan (2021). 《Jasenovac između broja i žrtve.》 [야세노바츠 숫자와 희생자 사이.] (PDF) (세르비아어) 2판. 베오그라드: Muzej žrtava genocida [집단학살 희생자 박물관]. ISBN 978-86-86831-74-3. 2024년 5월 18일에 원본 문서 (PDF)에서 보존된 문서.